# Lista de asteroides (47001-48000)
Esta é uma lista parcial de asteroides, do asteroide número 47001 até o 48000, inclusive. Veja também o índice com todas as listas disponíveis.

| Objeto Próximos à Terra | Cinturão de asteroides (interno) | Cinturão de asteroides (externo) | Centauro       |
| Cruzador de Marte       | Cinturão de asteroides (meio)    | Troianos de Júpiter              | Transnetuniano |

Veja mais dados de cada asteroide na ligação externa para o Minor Planet Center na última coluna.
Índice: 47001... 47101... 47201... 47301... 47401... 47501... 47601... 47701... 47801... 47901... 

## 47001–47100
| Designação        | Designação | Descoberta  | Descoberta              | Descobridor(es)         | Categoria | Mais informações / Referência |
| Permanente        | Provisória | Data        | Local                   | Descobridor(es)         | Categoria | Mais informações / Referência |
| ----------------- | ---------- | ----------- | ----------------------- | ----------------------- | --------- | ----------------------------- |
| 47001             | 1998 TA35  | 14 out 1998 | Anderson Mesa           | LONEOS                  | —         | MPC                           |
| 47002 Harlingten  | 1998 UQ2   | 20 out 1998 | Caussols                | ODAS                    | —         | MPC                           |
| 47003             | 1998 UF7   | 23 out 1998 | Višnjan Observatory     | K. Korlević             | —         | MPC                           |
| 47004             | 1998 UZ7   | 23 out 1998 | Višnjan Observatory     | K. Korlević             | —         | MPC                           |
| 47005 Chengmaolan | 1998 UP8   | 16 out 1998 | Xinglong                | SCAP                    | —         | MPC                           |
| 47006             | 1998 UL10  | 16 out 1998 | Kitt Peak               | Spacewatch              | —         | MPC                           |
| 47007             | 1998 UL16  | 23 out 1998 | Višnjan Observatory     | K. Korlević             | —         | MPC                           |
| 47008             | 1998 UW16  | 27 out 1998 | Catalina                | CSS                     | —         | MPC                           |
| 47009             | 1998 UY16  | 27 out 1998 | Catalina                | CSS                     | —         | MPC                           |
| 47010             | 1998 UD20  | 28 out 1998 | Višnjan Observatory     | K. Korlević             | —         | MPC                           |
| 47011             | 1998 UQ23  | 17 out 1998 | Anderson Mesa           | LONEOS                  | —         | MPC                           |
| 47012             | 1998 UZ26  | 18 out 1998 | La Silla                | E. W. Elst              | —         | MPC                           |
| 47013             | 1998 UZ27  | 18 out 1998 | La Silla                | E. W. Elst              | —         | MPC                           |
| 47014             | 1998 UJ40  | 28 out 1998 | Socorro                 | LINEAR                  | —         | MPC                           |
| 47015             | 1998 VW    | 10 nov 1998 | Socorro                 | LINEAR                  | —         | MPC                           |
| 47016             | 1998 VU3   | 10 nov 1998 | Caussols                | ODAS                    | —         | MPC                           |
| 47017             | 1998 VE4   | 11 nov 1998 | Caussols                | ODAS                    | —         | MPC                           |
| 47018             | 1998 VT4   | 11 nov 1998 | Caussols                | ODAS                    | —         | MPC                           |
| 47019             | 1998 VM5   | 8 nov 1998  | Nachi-Katsuura          | Y. Shimizu, T. Urata    | —         | MPC                           |
| 47020             | 1998 VP9   | 10 nov 1998 | Socorro                 | LINEAR                  | —         | MPC                           |
| 47021             | 1998 VR12  | 10 nov 1998 | Socorro                 | LINEAR                  | —         | MPC                           |
| 47022             | 1998 VK14  | 10 nov 1998 | Socorro                 | LINEAR                  | —         | MPC                           |
| 47023             | 1998 VZ16  | 10 nov 1998 | Socorro                 | LINEAR                  | —         | MPC                           |
| 47024             | 1998 VV19  | 10 nov 1998 | Socorro                 | LINEAR                  | —         | MPC                           |
| 47025             | 1998 VT20  | 10 nov 1998 | Socorro                 | LINEAR                  | —         | MPC                           |
| 47026             | 1998 VS21  | 10 nov 1998 | Socorro                 | LINEAR                  | —         | MPC                           |
| 47027             | 1998 VX29  | 10 nov 1998 | Socorro                 | LINEAR                  | —         | MPC                           |
| 47028             | 1998 VG31  | 12 nov 1998 | Gekko                   | T. Kagawa               | —         | MPC                           |
| 47029             | 1998 VO31  | 12 nov 1998 | Višnjan Observatory     | K. Korlević             | —         | MPC                           |
| 47030             | 1998 VG32  | 12 nov 1998 | Zeno                    | T. Stafford             | —         | MPC                           |
| 47031             | 1998 VX38  | 10 nov 1998 | Socorro                 | LINEAR                  | —         | MPC                           |
| 47032             | 1998 VW52  | 13 nov 1998 | Socorro                 | LINEAR                  | —         | MPC                           |
| 47033             | 1998 VW53  | 14 nov 1998 | Socorro                 | LINEAR                  | —         | MPC                           |
| 47034             | 1998 VP54  | 14 nov 1998 | Socorro                 | LINEAR                  | —         | MPC                           |
| 47035             | 1998 WS    | 17 nov 1998 | Socorro                 | LINEAR                  | —         | MPC                           |
| 47036             | 1998 WP1   | 18 nov 1998 | Oizumi                  | T. Kobayashi            | Brangane  | MPC                           |
| 47037             | 1998 WM2   | 17 nov 1998 | Catalina                | CSS                     | —         | MPC                           |
| 47038 Majoni      | 1998 WQ2   | 17 nov 1998 | Pianoro                 | V. Goretti              | —         | MPC                           |
| 47039             | 1998 WA3   | 19 nov 1998 | Caussols                | ODAS                    | —         | MPC                           |
| 47040             | 1998 WB3   | 19 nov 1998 | Caussols                | ODAS                    | —         | MPC                           |
| 47041             | 1998 WO3   | 19 nov 1998 | Oizumi                  | T. Kobayashi            | —         | MPC                           |
| 47042             | 1998 WP3   | 19 nov 1998 | Oizumi                  | T. Kobayashi            | —         | MPC                           |
| 47043             | 1998 WX3   | 18 nov 1998 | Socorro                 | LINEAR                  | —         | MPC                           |
| 47044 Mcpainter   | 1998 WS7   | 16 nov 1998 | Fair Oaks Ranch         | J. V. McClusky          | —         | MPC                           |
| 47045 Seandaniel  | 1998 WK9   | 29 nov 1998 | Baton Rouge             | W. R. Cooney Jr.        | —         | MPC                           |
| 47046             | 1998 WM9   | 26 nov 1998 | Višnjan Observatory     | K. Korlević             | —         | MPC                           |
| 47047             | 1998 WX12  | 21 nov 1998 | Socorro                 | LINEAR                  | —         | MPC                           |
| 47048             | 1998 WW18  | 21 nov 1998 | Socorro                 | LINEAR                  | —         | MPC                           |
| 47049             | 1998 WT19  | 25 nov 1998 | Socorro                 | LINEAR                  | —         | MPC                           |
| 47050             | 1998 WN20  | 18 nov 1998 | Socorro                 | LINEAR                  | —         | MPC                           |
| 47051             | 1998 XZ    | 7 dez 1998  | Caussols                | ODAS                    | —         | MPC                           |
| 47052             | 1998 XE1   | 7 dez 1998  | Caussols                | ODAS                    | —         | MPC                           |
| 47053             | 1998 XH1   | 7 dez 1998  | Caussols                | ODAS                    | —         | MPC                           |
| 47054             | 1998 XX1   | 7 dez 1998  | Caussols                | ODAS                    | —         | MPC                           |
| 47055             | 1998 XH5   | 10 dez 1998 | High Point              | D. K. Chesney           | —         | MPC                           |
| 47056             | 1998 XP7   | 8 dez 1998  | Kitt Peak               | Spacewatch              | —         | MPC                           |
| 47057             | 1998 XM12  | 9 dez 1998  | Xinglong                | SCAP                    | —         | MPC                           |
| 47058             | 1998 XC15  | 15 dez 1998 | Caussols                | ODAS                    | —         | MPC                           |
| 47059             | 1998 XX20  | 10 dez 1998 | Kitt Peak               | Spacewatch              | —         | MPC                           |
| 47060             | 1998 XX33  | 14 dez 1998 | Socorro                 | LINEAR                  | —         | MPC                           |
| 47061             | 1998 XZ43  | 14 dez 1998 | Socorro                 | LINEAR                  | —         | MPC                           |
| 47062             | 1998 XH52  | 14 dez 1998 | Socorro                 | LINEAR                  | —         | MPC                           |
| 47063             | 1998 XX52  | 14 dez 1998 | Socorro                 | LINEAR                  | —         | MPC                           |
| 47064             | 1998 XT53  | 14 dez 1998 | Socorro                 | LINEAR                  | —         | MPC                           |
| 47065             | 1998 XC55  | 15 dez 1998 | Socorro                 | LINEAR                  | —         | MPC                           |
| 47066             | 1998 XN57  | 15 dez 1998 | Socorro                 | LINEAR                  | —         | MPC                           |
| 47067             | 1998 XB62  | 15 dez 1998 | Kitt Peak               | Spacewatch              | —         | MPC                           |
| 47068             | 1998 XJ62  | 9 dez 1998  | Socorro                 | LINEAR                  | —         | MPC                           |
| 47069             | 1998 XC73  | 14 dez 1998 | Socorro                 | LINEAR                  | —         | MPC                           |
| 47070             | 1998 XF77  | 15 dez 1998 | Granville               | R. G. Davis             | —         | MPC                           |
| 47071             | 1998 XO77  | 15 dez 1998 | Socorro                 | LINEAR                  | —         | MPC                           |
| 47072             | 1998 XM79  | 15 dez 1998 | Socorro                 | LINEAR                  | —         | MPC                           |
| 47073             | 1998 XP95  | 15 dez 1998 | Socorro                 | LINEAR                  | —         | MPC                           |
| 47074             | 1998 XV95  | 15 dez 1998 | Socorro                 | LINEAR                  | —         | MPC                           |
| 47075             | 1998 YB    | 16 dez 1998 | Višnjan Observatory     | K. Korlević             | —         | MPC                           |
| 47076             | 1998 YV    | 16 dez 1998 | Oizumi                  | T. Kobayashi            | —         | MPC                           |
| 47077 Yuji        | 1998 YC1   | 16 dez 1998 | Kuma Kogen              | A. Nakamura             | —         | MPC                           |
| 47078             | 1998 YS2   | 17 dez 1998 | Caussols                | ODAS                    | —         | MPC                           |
| 47079             | 1998 YA3   | 16 dez 1998 | Uenohara                | N. Kawasato             | —         | MPC                           |
| 47080             | 1998 YA7   | 22 dez 1998 | Višnjan Observatory     | K. Korlević             | —         | MPC                           |
| 47081             | 1998 YV9   | 25 dez 1998 | Višnjan Observatory     | K. Korlević, M. Jurić   | —         | MPC                           |
| 47082             | 1998 YA15  | 22 dez 1998 | Kitt Peak               | Spacewatch              | —         | MPC                           |
| 47083             | 1998 YG22  | 29 dez 1998 | Starkenburg Observatory | Starkenburg Obs.        | —         | MPC                           |
| 47084             | 1999 AQ    | 4 jan 1999  | Farra d'Isonzo          | Farra d'Isonzo          | Brangane  | MPC                           |
| 47085             | 1999 AW2   | 7 jan 1999  | Kitt Peak               | Spacewatch              | —         | MPC                           |
| 47086 Shinseiko   | 1999 AO3   | 10 jan 1999 | Hadano                  | A. Asami                | —         | MPC                           |
| 47087             | 1999 AY3   | 10 jan 1999 | Oizumi                  | T. Kobayashi            | —         | MPC                           |
| 47088             | 1999 AB7   | 9 jan 1999  | Višnjan Observatory     | K. Korlević             | —         | MPC                           |
| 47089             | 1999 AC7   | 9 jan 1999  | Višnjan Observatory     | K. Korlević             | —         | MPC                           |
| 47090             | 1999 AJ7   | 9 jan 1999  | Višnjan Observatory     | K. Korlević             | —         | MPC                           |
| 47091             | 1999 AP9   | 10 jan 1999 | Xinglong                | SCAP                    | —         | MPC                           |
| 47092             | 1999 AB10  | 13 jan 1999 | Višnjan Observatory     | K. Korlević             | —         | MPC                           |
| 47093             | 1999 AF21  | 10 jan 1999 | Višnjan Observatory     | K. Korlević             | —         | MPC                           |
| 47094             | 1999 AW21  | 15 jan 1999 | Višnjan Observatory     | K. Korlević             | —         | MPC                           |
| 47095             | 1999 AQ25  | 15 jan 1999 | Caussols                | ODAS                    | —         | MPC                           |
| 47096             | 1999 AX25  | 15 jan 1999 | Mallorca                | R. Pacheco, Á. López J. | —         | MPC                           |
| 47097             | 1999 AE26  | 15 jan 1999 | Farra d'Isonzo          | Farra d'Isonzo          | —         | MPC                           |
| 47098             | 1999 AM28  | 13 jan 1999 | Kitt Peak               | Spacewatch              | —         | MPC                           |
| 47099             | 1999 AO37  | 8 jan 1999  | Anderson Mesa           | LONEOS                  | —         | MPC                           |
| 47100             | 1999 BB10  | 23 jan 1999 | Višnjan Observatory     | K. Korlević             | —         | MPC                           |

## 47101–47200
| Designação        | Designação | Descoberta  | Descoberta          | Descobridor(es)                  | Categoria | Mais informações / Referência |
| Permanente        | Provisória | Data        | Local               | Descobridor(es)                  | Categoria | Mais informações / Referência |
| ----------------- | ---------- | ----------- | ------------------- | -------------------------------- | --------- | ----------------------------- |
| 47101             | 1999 BP12  | 24 jan 1999 | Črni Vrh            | Črni Vrh                         | —         | MPC                           |
| 47102             | 1999 BT12  | 20 jan 1999 | Višnjan Observatory | K. Korlević                      | Ursula    | MPC                           |
| 47103             | 1999 BQ28  | 17 jan 1999 | Kitt Peak           | Spacewatch                       | —         | MPC                           |
| 47104             | 1999 CD18  | 10 fev 1999 | Socorro             | LINEAR                           | —         | MPC                           |
| 47105             | 1999 CJ18  | 10 fev 1999 | Socorro             | LINEAR                           | Brangane  | MPC                           |
| 47106             | 1999 CU20  | 10 fev 1999 | Socorro             | LINEAR                           | —         | MPC                           |
| 47107             | 1999 CB22  | 10 fev 1999 | Socorro             | LINEAR                           | —         | MPC                           |
| 47108             | 1999 CM37  | 10 fev 1999 | Socorro             | LINEAR                           | —         | MPC                           |
| 47109             | 1999 CQ37  | 10 fev 1999 | Socorro             | LINEAR                           | —         | MPC                           |
| 47110             | 1999 CK44  | 10 fev 1999 | Socorro             | LINEAR                           | —         | MPC                           |
| 47111             | 1999 CP48  | 10 fev 1999 | Socorro             | LINEAR                           | —         | MPC                           |
| 47112             | 1999 CZ54  | 10 fev 1999 | Socorro             | LINEAR                           | —         | MPC                           |
| 47113             | 1999 CD57  | 10 fev 1999 | Socorro             | LINEAR                           | —         | MPC                           |
| 47114             | 1999 CP61  | 12 fev 1999 | Socorro             | LINEAR                           | —         | MPC                           |
| 47115             | 1999 CH62  | 12 fev 1999 | Socorro             | LINEAR                           | —         | MPC                           |
| 47116             | 1999 CL64  | 12 fev 1999 | Socorro             | LINEAR                           | —         | MPC                           |
| 47117             | 1999 CE72  | 12 fev 1999 | Socorro             | LINEAR                           | —         | MPC                           |
| 47118             | 1999 CP72  | 12 fev 1999 | Socorro             | LINEAR                           | —         | MPC                           |
| 47119             | 1999 CM81  | 12 fev 1999 | Socorro             | LINEAR                           | —         | MPC                           |
| 47120             | 1999 CP84  | 10 fev 1999 | Socorro             | LINEAR                           | —         | MPC                           |
| 47121             | 1999 CG85  | 10 fev 1999 | Socorro             | LINEAR                           | —         | MPC                           |
| 47122             | 1999 CZ88  | 10 fev 1999 | Socorro             | LINEAR                           | —         | MPC                           |
| 47123             | 1999 CS91  | 10 fev 1999 | Socorro             | LINEAR                           | Ursula    | MPC                           |
| 47124             | 1999 CS99  | 10 fev 1999 | Socorro             | LINEAR                           | —         | MPC                           |
| 47125             | 1999 CM100 | 10 fev 1999 | Socorro             | LINEAR                           | —         | MPC                           |
| 47126             | 1999 CH101 | 10 fev 1999 | Socorro             | LINEAR                           | Brangane  | MPC                           |
| 47127             | 1999 CJ103 | 12 fev 1999 | Socorro             | LINEAR                           | —         | MPC                           |
| 47128             | 1999 CZ115 | 12 fev 1999 | Socorro             | LINEAR                           | —         | MPC                           |
| 47129             | 1999 CR118 | 9 fev 1999  | Xinglong            | SCAP                             | Brangane  | MPC                           |
| 47130             | 1999 CT127 | 11 fev 1999 | Socorro             | LINEAR                           | —         | MPC                           |
| 47131             | 1999 CA133 | 7 fev 1999  | Kitt Peak           | Spacewatch                       | —         | MPC                           |
| 47132             | 1999 CD154 | 14 fev 1999 | Anderson Mesa       | LONEOS                           | —         | MPC                           |
| 47133             | 1999 DH5   | 17 fev 1999 | Socorro             | LINEAR                           | —         | MPC                           |
| 47134             | 1999 DB6   | 17 fev 1999 | Socorro             | LINEAR                           | —         | MPC                           |
| 47135             | 1999 EX2   | 8 mar 1999  | High Point          | D. K. Chesney                    | Juno      | MPC                           |
| 47136             | 1999 EA3   | 12 mar 1999 | High Point          | D. K. Chesney                    | —         | MPC                           |
| 47137             | 1999 FJ22  | 19 mar 1999 | Socorro             | LINEAR                           | —         | MPC                           |
| 47138             | 1999 FS35  | 20 mar 1999 | Socorro             | LINEAR                           | —         | MPC                           |
| 47139             | 1999 GN9   | 11 abr 1999 | Anderson Mesa       | LONEOS                           | —         | MPC                           |
| 47140             | 1999 GL37  | 12 abr 1999 | Socorro             | LINEAR                           | Brangane  | MPC                           |
| 47141             | 1999 HB3   | 24 abr 1999 | Reedy Creek         | J. Broughton                     | Juno      | MPC                           |
| 47142             | 1999 LQ2   | 8 jun 1999  | Socorro             | LINEAR                           | —         | MPC                           |
| 47143             | 1999 LL31  | 12 jun 1999 | Socorro             | LINEAR                           | Juno      | MPC                           |
| 47144 Faulkes     | 1999 PY    | 7 ago 1999  | Kleť                | J. Tichá, M. Tichý               | —         | MPC                           |
| 47145             | 1999 RN11  | 7 set 1999  | Socorro             | LINEAR                           | —         | MPC                           |
| 47146             | 1999 RZ18  | 7 set 1999  | Socorro             | LINEAR                           | —         | MPC                           |
| 47147             | 1999 RC24  | 7 set 1999  | Socorro             | LINEAR                           | —         | MPC                           |
| 47148             | 1999 RN25  | 7 set 1999  | Socorro             | LINEAR                           | —         | MPC                           |
| 47149             | 1999 RX34  | 11 set 1999 | Višnjan Observatory | K. Korlević                      | —         | MPC                           |
| 47150             | 1999 RN35  | 11 set 1999 | Višnjan Observatory | K. Korlević                      | —         | MPC                           |
| 47151             | 1999 RV88  | 7 set 1999  | Socorro             | LINEAR                           | —         | MPC                           |
| 47152             | 1999 RB92  | 7 set 1999  | Socorro             | LINEAR                           | —         | MPC                           |
| 47153             | 1999 RD132 | 9 set 1999  | Socorro             | LINEAR                           | —         | MPC                           |
| 47154             | 1999 RE141 | 9 set 1999  | Socorro             | LINEAR                           | —         | MPC                           |
| 47155             | 1999 RB159 | 9 set 1999  | Socorro             | LINEAR                           | —         | MPC                           |
| 47156             | 1999 RE160 | 9 set 1999  | Socorro             | LINEAR                           | —         | MPC                           |
| 47157             | 1999 RG188 | 9 set 1999  | Socorro             | LINEAR                           | Brangane  | MPC                           |
| 47158             | 1999 RR247 | 5 set 1999  | Anderson Mesa       | LONEOS                           | —         | MPC                           |
| 47159             | 1999 SJ    | 16 set 1999 | Višnjan Observatory | K. Korlević                      | —         | MPC                           |
| 47160             | 1999 SU17  | 30 set 1999 | Socorro             | LINEAR                           | —         | MPC                           |
| 47161             | 1999 TH1   | 1 out 1999  | Višnjan Observatory | K. Korlević                      | —         | MPC                           |
| 47162 Chicomendez | 1999 TH6   | 2 out 1999  | Monte Agliale       | M. M. M. Santangelo              | —         | MPC                           |
| 47163             | 1999 TP11  | 8 out 1999  | Kleť                | Kleť Obs.                        | —         | MPC                           |
| 47164 Ticino      | 1999 TX13  | 10 out 1999 | Gnosca              | S. Sposetti                      | —         | MPC                           |
| 47165             | 1999 TM14  | 11 out 1999 | Višnjan Observatory | K. Korlević, M. Jurić            | —         | MPC                           |
| 47166             | 1999 TT18  | 15 out 1999 | Prescott            | P. G. Comba                      | —         | MPC                           |
| 47167             | 1999 TP27  | 3 out 1999  | Socorro             | LINEAR                           | —         | MPC                           |
| 47168             | 1999 TE30  | 4 out 1999  | Socorro             | LINEAR                           | —         | MPC                           |
| 47169             | 1999 TH32  | 4 out 1999  | Socorro             | LINEAR                           | —         | MPC                           |
| 47170             | 1999 TE33  | 4 out 1999  | Socorro             | LINEAR                           | —         | MPC                           |
| 47171 Lempo       | 1999 TC36  | 1 out 1999  | Kitt Peak           | E. P. Rubenstein, L.-G. Strolger | —         | MPC                           |
| 47172             | 1999 TM48  | 4 out 1999  | Kitt Peak           | Spacewatch                       | —         | MPC                           |
| 47173             | 1999 TJ49  | 4 out 1999  | Kitt Peak           | Spacewatch                       | —         | MPC                           |
| 47174             | 1999 TC95  | 2 out 1999  | Socorro             | LINEAR                           | —         | MPC                           |
| 47175             | 1999 TP98  | 2 out 1999  | Socorro             | LINEAR                           | —         | MPC                           |
| 47176             | 1999 TK105 | 3 out 1999  | Socorro             | LINEAR                           | —         | MPC                           |
| 47177             | 1999 TU112 | 4 out 1999  | Socorro             | LINEAR                           | —         | MPC                           |
| 47178             | 1999 TK113 | 4 out 1999  | Socorro             | LINEAR                           | —         | MPC                           |
| 47179             | 1999 TM117 | 4 out 1999  | Socorro             | LINEAR                           | —         | MPC                           |
| 47180             | 1999 TV119 | 4 out 1999  | Socorro             | LINEAR                           | —         | MPC                           |
| 47181             | 1999 TB123 | 4 out 1999  | Socorro             | LINEAR                           | —         | MPC                           |
| 47182             | 1999 TL124 | 4 out 1999  | Socorro             | LINEAR                           | —         | MPC                           |
| 47183             | 1999 TC127 | 4 out 1999  | Socorro             | LINEAR                           | —         | MPC                           |
| 47184             | 1999 TX127 | 4 out 1999  | Socorro             | LINEAR                           | —         | MPC                           |
| 47185             | 1999 TC146 | 7 out 1999  | Socorro             | LINEAR                           | —         | MPC                           |
| 47186             | 1999 TC147 | 7 out 1999  | Socorro             | LINEAR                           | —         | MPC                           |
| 47187             | 1999 TL154 | 7 out 1999  | Socorro             | LINEAR                           | —         | MPC                           |
| 47188             | 1999 TU155 | 7 out 1999  | Socorro             | LINEAR                           | —         | MPC                           |
| 47189             | 1999 TT166 | 10 out 1999 | Socorro             | LINEAR                           | —         | MPC                           |
| 47190             | 1999 TA171 | 10 out 1999 | Socorro             | LINEAR                           | —         | MPC                           |
| 47191             | 1999 TK172 | 10 out 1999 | Socorro             | LINEAR                           | —         | MPC                           |
| 47192             | 1999 TT176 | 10 out 1999 | Socorro             | LINEAR                           | —         | MPC                           |
| 47193             | 1999 TJ178 | 10 out 1999 | Socorro             | LINEAR                           | —         | MPC                           |
| 47194             | 1999 TK178 | 10 out 1999 | Socorro             | LINEAR                           | —         | MPC                           |
| 47195             | 1999 TG179 | 10 out 1999 | Socorro             | LINEAR                           | —         | MPC                           |
| 47196             | 1999 TZ180 | 10 out 1999 | Socorro             | LINEAR                           | —         | MPC                           |
| 47197             | 1999 TZ193 | 12 out 1999 | Socorro             | LINEAR                           | —         | MPC                           |
| 47198             | 1999 TL199 | 12 out 1999 | Socorro             | LINEAR                           | —         | MPC                           |
| 47199             | 1999 TY204 | 13 out 1999 | Socorro             | LINEAR                           | —         | MPC                           |
| 47200             | 1999 TB205 | 13 out 1999 | Socorro             | LINEAR                           | —         | MPC                           |

## 47201–47300
| Designação        | Designação | Descoberta  | Descoberta          | Descobridor(es)    | Categoria | Mais informações / Referência |
| Permanente        | Provisória | Data        | Local               | Descobridor(es)    | Categoria | Mais informações / Referência |
| ----------------- | ---------- | ----------- | ------------------- | ------------------ | --------- | ----------------------------- |
| 47201             | 1999 TJ205 | 13 out 1999 | Socorro             | LINEAR             | —         | MPC                           |
| 47202             | 1999 TD212 | 15 out 1999 | Socorro             | LINEAR             | —         | MPC                           |
| 47203             | 1999 TM219 | 1 out 1999  | Catalina            | CSS                | —         | MPC                           |
| 47204             | 1999 TO221 | 2 out 1999  | Socorro             | LINEAR             | —         | MPC                           |
| 47205             | 1999 TQ234 | 3 out 1999  | Catalina            | CSS                | —         | MPC                           |
| 47206             | 1999 TU243 | 6 out 1999  | Socorro             | LINEAR             | —         | MPC                           |
| 47207             | 1999 TB248 | 8 out 1999  | Catalina            | CSS                | —         | MPC                           |
| 47208             | 1999 TL253 | 13 out 1999 | Socorro             | LINEAR             | —         | MPC                           |
| 47209             | 1999 TM257 | 9 out 1999  | Socorro             | LINEAR             | —         | MPC                           |
| 47210             | 1999 TB273 | 3 out 1999  | Socorro             | LINEAR             | —         | MPC                           |
| 47211             | 1999 TX290 | 10 out 1999 | Socorro             | LINEAR             | —         | MPC                           |
| 47212             | 1999 TN291 | 10 out 1999 | Socorro             | LINEAR             | —         | MPC                           |
| 47213             | 1999 TC293 | 12 out 1999 | Socorro             | LINEAR             | —         | MPC                           |
| 47214             | 1999 TD293 | 12 out 1999 | Socorro             | LINEAR             | —         | MPC                           |
| 47215             | 1999 TZ319 | 10 out 1999 | Socorro             | LINEAR             | —         | MPC                           |
| 47216             | 1999 UX7   | 29 out 1999 | Catalina            | CSS                | —         | MPC                           |
| 47217             | 1999 UF18  | 30 out 1999 | Kitt Peak           | Spacewatch         | —         | MPC                           |
| 47218             | 1999 UN37  | 16 out 1999 | Kitt Peak           | Spacewatch         | —         | MPC                           |
| 47219             | 1999 UU41  | 18 out 1999 | Anderson Mesa       | LONEOS             | —         | MPC                           |
| 47220             | 1999 UJ46  | 31 out 1999 | Catalina            | CSS                | —         | MPC                           |
| 47221             | 1999 VM4   | 1 nov 1999  | Catalina            | CSS                | —         | MPC                           |
| 47222             | 1999 VR8   | 8 nov 1999  | Gekko               | T. Kagawa          | —         | MPC                           |
| 47223             | 1999 VW10  | 9 nov 1999  | Oizumi              | T. Kobayashi       | —         | MPC                           |
| 47224             | 1999 VG11  | 8 nov 1999  | Višnjan Observatory | K. Korlević        | —         | MPC                           |
| 47225             | 1999 VJ12  | 9 nov 1999  | Catalina            | CSS                | —         | MPC                           |
| 47226             | 1999 VE19  | 8 nov 1999  | Višnjan Observatory | K. Korlević        | —         | MPC                           |
| 47227             | 1999 VS24  | 13 nov 1999 | Oizumi              | T. Kobayashi       | —         | MPC                           |
| 47228             | 1999 VP26  | 3 nov 1999  | Socorro             | LINEAR             | —         | MPC                           |
| 47229             | 1999 VT27  | 3 nov 1999  | Catalina            | CSS                | —         | MPC                           |
| 47230             | 1999 VT28  | 3 nov 1999  | Socorro             | LINEAR             | —         | MPC                           |
| 47231             | 1999 VJ35  | 3 nov 1999  | Socorro             | LINEAR             | —         | MPC                           |
| 47232             | 1999 VQ36  | 3 nov 1999  | Socorro             | LINEAR             | —         | MPC                           |
| 47233             | 1999 VR38  | 10 nov 1999 | Socorro             | LINEAR             | —         | MPC                           |
| 47234             | 1999 VP43  | 1 nov 1999  | Catalina            | CSS                | —         | MPC                           |
| 47235             | 1999 VX43  | 1 nov 1999  | Catalina            | CSS                | —         | MPC                           |
| 47236             | 1999 VU48  | 3 nov 1999  | Socorro             | LINEAR             | —         | MPC                           |
| 47237             | 1999 VP49  | 3 nov 1999  | Socorro             | LINEAR             | —         | MPC                           |
| 47238             | 1999 VB50  | 3 nov 1999  | Socorro             | LINEAR             | —         | MPC                           |
| 47239             | 1999 VN50  | 3 nov 1999  | Socorro             | LINEAR             | —         | MPC                           |
| 47240             | 1999 VR50  | 3 nov 1999  | Socorro             | LINEAR             | —         | MPC                           |
| 47241             | 1999 VS50  | 3 nov 1999  | Socorro             | LINEAR             | —         | MPC                           |
| 47242             | 1999 VY50  | 3 nov 1999  | Socorro             | LINEAR             | —         | MPC                           |
| 47243             | 1999 VY51  | 3 nov 1999  | Socorro             | LINEAR             | —         | MPC                           |
| 47244             | 1999 VA53  | 3 nov 1999  | Socorro             | LINEAR             | —         | MPC                           |
| 47245             | 1999 VX53  | 4 nov 1999  | Socorro             | LINEAR             | —         | MPC                           |
| 47246             | 1999 VN54  | 4 nov 1999  | Socorro             | LINEAR             | —         | MPC                           |
| 47247             | 1999 VQ56  | 4 nov 1999  | Socorro             | LINEAR             | —         | MPC                           |
| 47248             | 1999 VK57  | 4 nov 1999  | Socorro             | LINEAR             | —         | MPC                           |
| 47249             | 1999 VY57  | 4 nov 1999  | Socorro             | LINEAR             | —         | MPC                           |
| 47250             | 1999 VW58  | 4 nov 1999  | Socorro             | LINEAR             | Chloris   | MPC                           |
| 47251             | 1999 VS60  | 4 nov 1999  | Socorro             | LINEAR             | —         | MPC                           |
| 47252             | 1999 VJ65  | 4 nov 1999  | Socorro             | LINEAR             | —         | MPC                           |
| 47253             | 1999 VN65  | 4 nov 1999  | Socorro             | LINEAR             | Mitidika  | MPC                           |
| 47254             | 1999 VO67  | 4 nov 1999  | Socorro             | LINEAR             | —         | MPC                           |
| 47255             | 1999 VA70  | 4 nov 1999  | Socorro             | LINEAR             | —         | MPC                           |
| 47256             | 1999 VA72  | 11 nov 1999 | Xinglong            | SCAP               | —         | MPC                           |
| 47257             | 1999 VA79  | 4 nov 1999  | Socorro             | LINEAR             | —         | MPC                           |
| 47258             | 1999 VS80  | 4 nov 1999  | Socorro             | LINEAR             | —         | MPC                           |
| 47259             | 1999 VJ81  | 4 nov 1999  | Socorro             | LINEAR             | —         | MPC                           |
| 47260             | 1999 VR88  | 4 nov 1999  | Socorro             | LINEAR             | —         | MPC                           |
| 47261             | 1999 VH90  | 5 nov 1999  | Socorro             | LINEAR             | —         | MPC                           |
| 47262             | 1999 VF91  | 5 nov 1999  | Socorro             | LINEAR             | —         | MPC                           |
| 47263             | 1999 VJ92  | 9 nov 1999  | Socorro             | LINEAR             | —         | MPC                           |
| 47264             | 1999 VV93  | 9 nov 1999  | Socorro             | LINEAR             | —         | MPC                           |
| 47265             | 1999 VT97  | 9 nov 1999  | Socorro             | LINEAR             | —         | MPC                           |
| 47266             | 1999 VY98  | 9 nov 1999  | Socorro             | LINEAR             | —         | MPC                           |
| 47267             | 1999 VU112 | 9 nov 1999  | Socorro             | LINEAR             | Mitidika  | MPC                           |
| 47268             | 1999 VJ119 | 3 nov 1999  | Kitt Peak           | Spacewatch         | —         | MPC                           |
| 47269             | 1999 VH135 | 13 nov 1999 | Anderson Mesa       | LONEOS             | —         | MPC                           |
| 47270             | 1999 VE138 | 12 nov 1999 | Socorro             | LINEAR             | —         | MPC                           |
| 47271             | 1999 VY143 | 11 nov 1999 | Catalina            | CSS                | —         | MPC                           |
| 47272             | 1999 VF144 | 11 nov 1999 | Catalina            | CSS                | —         | MPC                           |
| 47273             | 1999 VE145 | 13 nov 1999 | Catalina            | CSS                | —         | MPC                           |
| 47274             | 1999 VJ147 | 12 nov 1999 | Socorro             | LINEAR             | —         | MPC                           |
| 47275             | 1999 VZ147 | 14 nov 1999 | Socorro             | LINEAR             | —         | MPC                           |
| 47276             | 1999 VN151 | 14 nov 1999 | Socorro             | LINEAR             | —         | MPC                           |
| 47277             | 1999 VL154 | 12 nov 1999 | Kitt Peak           | Spacewatch         | —         | MPC                           |
| 47278             | 1999 VU157 | 14 nov 1999 | Socorro             | LINEAR             | —         | MPC                           |
| 47279             | 1999 VS160 | 14 nov 1999 | Socorro             | LINEAR             | —         | MPC                           |
| 47280             | 1999 VJ161 | 14 nov 1999 | Socorro             | LINEAR             | —         | MPC                           |
| 47281             | 1999 VS162 | 14 nov 1999 | Socorro             | LINEAR             | —         | MPC                           |
| 47282             | 1999 VG167 | 14 nov 1999 | Socorro             | LINEAR             | —         | MPC                           |
| 47283             | 1999 VF173 | 15 nov 1999 | Socorro             | LINEAR             | —         | MPC                           |
| 47284             | 1999 VO173 | 15 nov 1999 | Socorro             | LINEAR             | —         | MPC                           |
| 47285             | 1999 VU173 | 15 nov 1999 | Socorro             | LINEAR             | —         | MPC                           |
| 47286             | 1999 VH176 | 4 nov 1999  | Socorro             | LINEAR             | —         | MPC                           |
| 47287             | 1999 VR177 | 6 nov 1999  | Socorro             | LINEAR             | —         | MPC                           |
| 47288             | 1999 VQ178 | 6 nov 1999  | Socorro             | LINEAR             | —         | MPC                           |
| 47289             | 1999 VD188 | 15 nov 1999 | Socorro             | LINEAR             | —         | MPC                           |
| 47290             | 1999 VS188 | 15 nov 1999 | Socorro             | LINEAR             | —         | MPC                           |
| 47291             | 1999 VG195 | 3 nov 1999  | Catalina            | CSS                | —         | MPC                           |
| 47292             | 1999 VO203 | 8 nov 1999  | Anderson Mesa       | LONEOS             | —         | MPC                           |
| 47293 Masamitsu   | 1999 WO    | 16 nov 1999 | Kuma Kogen          | A. Nakamura        | —         | MPC                           |
| 47294 Blanský les | 1999 WM1   | 28 nov 1999 | Kleť                | J. Tichá, M. Tichý | —         | MPC                           |
| 47295             | 1999 WV1   | 25 nov 1999 | Višnjan Observatory | K. Korlević        | —         | MPC                           |
| 47296             | 1999 WD2   | 20 nov 1999 | Farra d'Isonzo      | Farra d'Isonzo     | —         | MPC                           |
| 47297             | 1999 WN2   | 26 nov 1999 | Višnjan Observatory | K. Korlević        | —         | MPC                           |
| 47298             | 1999 WX2   | 27 nov 1999 | Višnjan Observatory | K. Korlević        | —         | MPC                           |
| 47299             | 1999 WJ3   | 28 nov 1999 | Oizumi              | T. Kobayashi       | —         | MPC                           |
| 47300             | 1999 WN4   | 28 nov 1999 | Oizumi              | T. Kobayashi       | —         | MPC                           |

## 47301–47400
| Designação | Designação | Descoberta  | Descoberta          | Descobridor(es) | Categoria | Mais informações / Referência |
| Permanente | Provisória | Data        | Local               | Descobridor(es) | Categoria | Mais informações / Referência |
| ---------- | ---------- | ----------- | ------------------- | --------------- | --------- | ----------------------------- |
| 47301      | 1999 WA6   | 28 nov 1999 | Višnjan Observatory | K. Korlević     | —         | MPC                           |
| 47302      | 1999 WG6   | 28 nov 1999 | Višnjan Observatory | K. Korlević     | —         | MPC                           |
| 47303      | 1999 WU7   | 29 nov 1999 | Višnjan Observatory | K. Korlević     | Phocaea   | MPC                           |
| 47304      | 1999 WH8   | 28 nov 1999 | Oizumi              | T. Kobayashi    | —         | MPC                           |
| 47305      | 1999 WL24  | 28 nov 1999 | Kitt Peak           | Spacewatch      | —         | MPC                           |
| 47306      | 1999 XB4   | 4 dez 1999  | Catalina            | CSS             | —         | MPC                           |
| 47307      | 1999 XR4   | 4 dez 1999  | Catalina            | CSS             | —         | MPC                           |
| 47308      | 1999 XP5   | 4 dez 1999  | Catalina            | CSS             | —         | MPC                           |
| 47309      | 1999 XV6   | 4 dez 1999  | Catalina            | CSS             | —         | MPC                           |
| 47310      | 1999 XG7   | 4 dez 1999  | Catalina            | CSS             | —         | MPC                           |
| 47311      | 1999 XN7   | 4 dez 1999  | Fountain Hills      | C. W. Juels     | —         | MPC                           |
| 47312      | 1999 XG8   | 3 dez 1999  | Oizumi              | T. Kobayashi    | —         | MPC                           |
| 47313      | 1999 XH11  | 5 dez 1999  | Catalina            | CSS             | —         | MPC                           |
| 47314      | 1999 XK11  | 5 dez 1999  | Catalina            | CSS             | —         | MPC                           |
| 47315      | 1999 XW11  | 6 dez 1999  | Catalina            | CSS             | —         | MPC                           |
| 47316      | 1999 XM12  | 5 dez 1999  | Socorro             | LINEAR          | —         | MPC                           |
| 47317      | 1999 XL13  | 5 dez 1999  | Socorro             | LINEAR          | —         | MPC                           |
| 47318      | 1999 XO13  | 5 dez 1999  | Socorro             | LINEAR          | —         | MPC                           |
| 47319      | 1999 XF14  | 5 dez 1999  | Socorro             | LINEAR          | —         | MPC                           |
| 47320      | 1999 XA15  | 6 dez 1999  | Socorro             | LINEAR          | —         | MPC                           |
| 47321      | 1999 XS19  | 5 dez 1999  | Socorro             | LINEAR          | —         | MPC                           |
| 47322      | 1999 XS21  | 5 dez 1999  | Socorro             | LINEAR          | —         | MPC                           |
| 47323      | 1999 XD22  | 5 dez 1999  | Socorro             | LINEAR          | —         | MPC                           |
| 47324      | 1999 XN22  | 6 dez 1999  | Socorro             | LINEAR          | —         | MPC                           |
| 47325      | 1999 XQ23  | 6 dez 1999  | Socorro             | LINEAR          | —         | MPC                           |
| 47326      | 1999 XP25  | 6 dez 1999  | Socorro             | LINEAR          | —         | MPC                           |
| 47327      | 1999 XZ25  | 6 dez 1999  | Socorro             | LINEAR          | —         | MPC                           |
| 47328      | 1999 XZ27  | 6 dez 1999  | Socorro             | LINEAR          | —         | MPC                           |
| 47329      | 1999 XF30  | 6 dez 1999  | Socorro             | LINEAR          | —         | MPC                           |
| 47330      | 1999 XQ31  | 6 dez 1999  | Socorro             | LINEAR          | —         | MPC                           |
| 47331      | 1999 XB32  | 6 dez 1999  | Socorro             | LINEAR          | —         | MPC                           |
| 47332      | 1999 XC32  | 6 dez 1999  | Socorro             | LINEAR          | —         | MPC                           |
| 47333      | 1999 XU32  | 6 dez 1999  | Socorro             | LINEAR          | —         | MPC                           |
| 47334      | 1999 XX32  | 6 dez 1999  | Socorro             | LINEAR          | —         | MPC                           |
| 47335      | 1999 XB33  | 6 dez 1999  | Socorro             | LINEAR          | —         | MPC                           |
| 47336      | 1999 XT34  | 6 dez 1999  | Socorro             | LINEAR          | —         | MPC                           |
| 47337      | 1999 XB36  | 6 dez 1999  | Oizumi              | T. Kobayashi    | —         | MPC                           |
| 47338      | 1999 XG36  | 6 dez 1999  | Oizumi              | T. Kobayashi    | —         | MPC                           |
| 47339      | 1999 XH38  | 3 dez 1999  | Uenohara            | N. Kawasato     | —         | MPC                           |
| 47340      | 1999 XK39  | 6 dez 1999  | Socorro             | LINEAR          | —         | MPC                           |
| 47341      | 1999 XX41  | 7 dez 1999  | Socorro             | LINEAR          | —         | MPC                           |
| 47342      | 1999 XL43  | 7 dez 1999  | Socorro             | LINEAR          | —         | MPC                           |
| 47343      | 1999 XL45  | 7 dez 1999  | Socorro             | LINEAR          | —         | MPC                           |
| 47344      | 1999 XM45  | 7 dez 1999  | Socorro             | LINEAR          | —         | MPC                           |
| 47345      | 1999 XZ47  | 7 dez 1999  | Socorro             | LINEAR          | —         | MPC                           |
| 47346      | 1999 XJ48  | 7 dez 1999  | Socorro             | LINEAR          | —         | MPC                           |
| 47347      | 1999 XU49  | 7 dez 1999  | Socorro             | LINEAR          | —         | MPC                           |
| 47348      | 1999 XJ50  | 7 dez 1999  | Socorro             | LINEAR          | —         | MPC                           |
| 47349      | 1999 XD52  | 7 dez 1999  | Socorro             | LINEAR          | —         | MPC                           |
| 47350      | 1999 XR52  | 7 dez 1999  | Socorro             | LINEAR          | —         | MPC                           |
| 47351      | 1999 XO57  | 7 dez 1999  | Socorro             | LINEAR          | —         | MPC                           |
| 47352      | 1999 XE58  | 7 dez 1999  | Socorro             | LINEAR          | —         | MPC                           |
| 47353      | 1999 XB59  | 7 dez 1999  | Socorro             | LINEAR          | —         | MPC                           |
| 47354      | 1999 XU59  | 7 dez 1999  | Socorro             | LINEAR          | —         | MPC                           |
| 47355      | 1999 XG64  | 7 dez 1999  | Socorro             | LINEAR          | Mitidika  | MPC                           |
| 47356      | 1999 XJ64  | 7 dez 1999  | Socorro             | LINEAR          | —         | MPC                           |
| 47357      | 1999 XK64  | 7 dez 1999  | Socorro             | LINEAR          | —         | MPC                           |
| 47358      | 1999 XX66  | 7 dez 1999  | Socorro             | LINEAR          | —         | MPC                           |
| 47359      | 1999 XJ69  | 7 dez 1999  | Socorro             | LINEAR          | —         | MPC                           |
| 47360      | 1999 XN70  | 7 dez 1999  | Socorro             | LINEAR          | —         | MPC                           |
| 47361      | 1999 XL74  | 7 dez 1999  | Socorro             | LINEAR          | —         | MPC                           |
| 47362      | 1999 XG75  | 7 dez 1999  | Socorro             | LINEAR          | —         | MPC                           |
| 47363      | 1999 XX75  | 7 dez 1999  | Socorro             | LINEAR          | —         | MPC                           |
| 47364      | 1999 XH78  | 7 dez 1999  | Socorro             | LINEAR          | —         | MPC                           |
| 47365      | 1999 XY82  | 7 dez 1999  | Socorro             | LINEAR          | —         | MPC                           |
| 47366      | 1999 XO86  | 7 dez 1999  | Socorro             | LINEAR          | —         | MPC                           |
| 47367      | 1999 XB87  | 7 dez 1999  | Socorro             | LINEAR          | —         | MPC                           |
| 47368      | 1999 XZ87  | 7 dez 1999  | Socorro             | LINEAR          | —         | MPC                           |
| 47369      | 1999 XA88  | 7 dez 1999  | Socorro             | LINEAR          | —         | MPC                           |
| 47370      | 1999 XL88  | 7 dez 1999  | Socorro             | LINEAR          | —         | MPC                           |
| 47371      | 1999 XJ90  | 7 dez 1999  | Socorro             | LINEAR          | —         | MPC                           |
| 47372      | 1999 XW90  | 7 dez 1999  | Socorro             | LINEAR          | —         | MPC                           |
| 47373      | 1999 XT91  | 7 dez 1999  | Socorro             | LINEAR          | —         | MPC                           |
| 47374      | 1999 XX91  | 7 dez 1999  | Socorro             | LINEAR          | —         | MPC                           |
| 47375      | 1999 XT94  | 7 dez 1999  | Socorro             | LINEAR          | —         | MPC                           |
| 47376      | 1999 XW94  | 7 dez 1999  | Socorro             | LINEAR          | —         | MPC                           |
| 47377      | 1999 XY94  | 7 dez 1999  | Socorro             | LINEAR          | —         | MPC                           |
| 47378      | 1999 XN96  | 7 dez 1999  | Socorro             | LINEAR          | —         | MPC                           |
| 47379      | 1999 XB97  | 7 dez 1999  | Socorro             | LINEAR          | —         | MPC                           |
| 47380      | 1999 XC98  | 7 dez 1999  | Socorro             | LINEAR          | —         | MPC                           |
| 47381      | 1999 XQ98  | 7 dez 1999  | Socorro             | LINEAR          | —         | MPC                           |
| 47382      | 1999 XX98  | 7 dez 1999  | Socorro             | LINEAR          | —         | MPC                           |
| 47383      | 1999 XG99  | 7 dez 1999  | Socorro             | LINEAR          | —         | MPC                           |
| 47384      | 1999 XX99  | 7 dez 1999  | Socorro             | LINEAR          | —         | MPC                           |
| 47385      | 1999 XA101 | 7 dez 1999  | Socorro             | LINEAR          | —         | MPC                           |
| 47386      | 1999 XX101 | 7 dez 1999  | Socorro             | LINEAR          | —         | MPC                           |
| 47387      | 1999 XF103 | 7 dez 1999  | Socorro             | LINEAR          | —         | MPC                           |
| 47388      | 1999 XY103 | 9 dez 1999  | Socorro             | LINEAR          | —         | MPC                           |
| 47389      | 1999 XK106 | 4 dez 1999  | Catalina            | CSS             | —         | MPC                           |
| 47390      | 1999 XA107 | 4 dez 1999  | Catalina            | CSS             | —         | MPC                           |
| 47391      | 1999 XL108 | 4 dez 1999  | Catalina            | CSS             | —         | MPC                           |
| 47392      | 1999 XT109 | 4 dez 1999  | Catalina            | CSS             | —         | MPC                           |
| 47393      | 1999 XX109 | 4 dez 1999  | Catalina            | CSS             | —         | MPC                           |
| 47394      | 1999 XE110 | 4 dez 1999  | Catalina            | CSS             | —         | MPC                           |
| 47395      | 1999 XM111 | 8 dez 1999  | Catalina            | CSS             | —         | MPC                           |
| 47396      | 1999 XB115 | 11 dez 1999 | Socorro             | LINEAR          | Phocaea   | MPC                           |
| 47397      | 1999 XS115 | 5 dez 1999  | Catalina            | CSS             | —         | MPC                           |
| 47398      | 1999 XC116 | 5 dez 1999  | Catalina            | CSS             | —         | MPC                           |
| 47399      | 1999 XK116 | 5 dez 1999  | Catalina            | CSS             | —         | MPC                           |
| 47400      | 1999 XV116 | 5 dez 1999  | Catalina            | CSS             | —         | MPC                           |

## 47401–47500
| Designação          | Designação | Descoberta  | Descoberta          | Descobridor(es)          | Categoria | Mais informações / Referência |
| Permanente          | Provisória | Data        | Local               | Descobridor(es)          | Categoria | Mais informações / Referência |
| ------------------- | ---------- | ----------- | ------------------- | ------------------------ | --------- | ----------------------------- |
| 47401               | 1999 XG120 | 5 dez 1999  | Catalina            | CSS                      | —         | MPC                           |
| 47402               | 1999 XQ120 | 5 dez 1999  | Catalina            | CSS                      | —         | MPC                           |
| 47403               | 1999 XS121 | 5 dez 1999  | Catalina            | CSS                      | —         | MPC                           |
| 47404               | 1999 XU122 | 7 dez 1999  | Catalina            | CSS                      | —         | MPC                           |
| 47405               | 1999 XC125 | 7 dez 1999  | Catalina            | CSS                      | —         | MPC                           |
| 47406               | 1999 XV126 | 7 dez 1999  | Catalina            | CSS                      | —         | MPC                           |
| 47407               | 1999 XC129 | 12 dez 1999 | Socorro             | LINEAR                   | —         | MPC                           |
| 47408               | 1999 XH130 | 12 dez 1999 | Socorro             | LINEAR                   | —         | MPC                           |
| 47409               | 1999 XS132 | 12 dez 1999 | Socorro             | LINEAR                   | —         | MPC                           |
| 47410               | 1999 XE135 | 6 dez 1999  | Socorro             | LINEAR                   | —         | MPC                           |
| 47411               | 1999 XZ136 | 14 dez 1999 | Fountain Hills      | C. W. Juels              | —         | MPC                           |
| 47412               | 1999 XD140 | 2 dez 1999  | Kitt Peak           | Spacewatch               | —         | MPC                           |
| 47413               | 1999 XR144 | 15 dez 1999 | Oohira              | T. Urata                 | —         | MPC                           |
| 47414               | 1999 XN147 | 7 dez 1999  | Kitt Peak           | Spacewatch               | —         | MPC                           |
| 47415               | 1999 XD154 | 8 dez 1999  | Socorro             | LINEAR                   | —         | MPC                           |
| 47416               | 1999 XE160 | 8 dez 1999  | Socorro             | LINEAR                   | —         | MPC                           |
| 47417               | 1999 XL160 | 8 dez 1999  | Socorro             | LINEAR                   | —         | MPC                           |
| 47418               | 1999 XB165 | 8 dez 1999  | Socorro             | LINEAR                   | —         | MPC                           |
| 47419               | 1999 XT165 | 8 dez 1999  | Socorro             | LINEAR                   | —         | MPC                           |
| 47420               | 1999 XB166 | 10 dez 1999 | Socorro             | LINEAR                   | —         | MPC                           |
| 47421               | 1999 XN166 | 10 dez 1999 | Socorro             | LINEAR                   | —         | MPC                           |
| 47422               | 1999 XK168 | 10 dez 1999 | Socorro             | LINEAR                   | —         | MPC                           |
| 47423               | 1999 XR168 | 10 dez 1999 | Socorro             | LINEAR                   | —         | MPC                           |
| 47424               | 1999 XE169 | 10 dez 1999 | Socorro             | LINEAR                   | —         | MPC                           |
| 47425               | 1999 XW169 | 10 dez 1999 | Socorro             | LINEAR                   | —         | MPC                           |
| 47426               | 1999 XZ169 | 10 dez 1999 | Socorro             | LINEAR                   | —         | MPC                           |
| 47427               | 1999 XA172 | 10 dez 1999 | Socorro             | LINEAR                   | —         | MPC                           |
| 47428               | 1999 XK172 | 10 dez 1999 | Socorro             | LINEAR                   | —         | MPC                           |
| 47429               | 1999 XN172 | 10 dez 1999 | Socorro             | LINEAR                   | —         | MPC                           |
| 47430               | 1999 XK173 | 10 dez 1999 | Socorro             | LINEAR                   | —         | MPC                           |
| 47431               | 1999 XZ173 | 10 dez 1999 | Socorro             | LINEAR                   | —         | MPC                           |
| 47432               | 1999 XT175 | 10 dez 1999 | Socorro             | LINEAR                   | —         | MPC                           |
| 47433               | 1999 XB176 | 10 dez 1999 | Socorro             | LINEAR                   | —         | MPC                           |
| 47434               | 1999 XD176 | 10 dez 1999 | Socorro             | LINEAR                   | —         | MPC                           |
| 47435               | 1999 XK176 | 10 dez 1999 | Socorro             | LINEAR                   | —         | MPC                           |
| 47436               | 1999 XM176 | 10 dez 1999 | Socorro             | LINEAR                   | —         | MPC                           |
| 47437               | 1999 XR176 | 10 dez 1999 | Socorro             | LINEAR                   | —         | MPC                           |
| 47438               | 1999 XD177 | 10 dez 1999 | Socorro             | LINEAR                   | —         | MPC                           |
| 47439               | 1999 XB178 | 10 dez 1999 | Socorro             | LINEAR                   | —         | MPC                           |
| 47440               | 1999 XV181 | 12 dez 1999 | Socorro             | LINEAR                   | —         | MPC                           |
| 47441               | 1999 XS192 | 12 dez 1999 | Socorro             | LINEAR                   | —         | MPC                           |
| 47442               | 1999 XG193 | 12 dez 1999 | Socorro             | LINEAR                   | —         | MPC                           |
| 47443               | 1999 XE196 | 12 dez 1999 | Socorro             | LINEAR                   | —         | MPC                           |
| 47444               | 1999 XA205 | 12 dez 1999 | Socorro             | LINEAR                   | —         | MPC                           |
| 47445               | 1999 XQ206 | 12 dez 1999 | Socorro             | LINEAR                   | Phocaea   | MPC                           |
| 47446               | 1999 XM211 | 13 dez 1999 | Socorro             | LINEAR                   | —         | MPC                           |
| 47447               | 1999 XW213 | 14 dez 1999 | Socorro             | LINEAR                   | —         | MPC                           |
| 47448               | 1999 XN214 | 14 dez 1999 | Socorro             | LINEAR                   | —         | MPC                           |
| 47449               | 1999 XM215 | 14 dez 1999 | Socorro             | LINEAR                   | —         | MPC                           |
| 47450               | 1999 XD218 | 13 dez 1999 | Kitt Peak           | Spacewatch               | —         | MPC                           |
| 47451               | 1999 XR221 | 15 dez 1999 | Socorro             | LINEAR                   | —         | MPC                           |
| 47452               | 1999 XY221 | 15 dez 1999 | Socorro             | LINEAR                   | —         | MPC                           |
| 47453               | 1999 XB222 | 15 dez 1999 | Socorro             | LINEAR                   | —         | MPC                           |
| 47454               | 1999 XL222 | 15 dez 1999 | Socorro             | LINEAR                   | —         | MPC                           |
| 47455               | 1999 XK227 | 15 dez 1999 | Kitt Peak           | Spacewatch               | —         | MPC                           |
| 47456               | 1999 XZ231 | 9 dez 1999  | Catalina            | CSS                      | —         | MPC                           |
| 47457               | 1999 XF234 | 4 dez 1999  | Anderson Mesa       | LONEOS                   | —         | MPC                           |
| 47458               | 1999 XR238 | 4 dez 1999  | Catalina            | CSS                      | —         | MPC                           |
| 47459               | 1999 XO241 | 13 dez 1999 | Anderson Mesa       | LONEOS                   | —         | MPC                           |
| 47460               | 1999 XQ241 | 13 dez 1999 | Anderson Mesa       | LONEOS                   | —         | MPC                           |
| 47461               | 1999 XG242 | 13 dez 1999 | Anderson Mesa       | LONEOS                   | —         | MPC                           |
| 47462               | 1999 XG256 | 7 dez 1999  | Catalina            | CSS                      | —         | MPC                           |
| 47463               | 1999 XE258 | 8 dez 1999  | Catalina            | CSS                      | —         | MPC                           |
| 47464               | 1999 YM3   | 18 dez 1999 | Socorro             | LINEAR                   | —         | MPC                           |
| 47465               | 1999 YZ4   | 28 dez 1999 | Prescott            | P. G. Comba              | —         | MPC                           |
| 47466 Mayatoyoshima | 1999 YJ9   | 31 dez 1999 | Goodricke-Pigott    | R. A. Tucker             | —         | MPC                           |
| 47467               | 1999 YF13  | 30 dez 1999 | Anderson Mesa       | LONEOS                   | —         | MPC                           |
| 47468               | 1999 YS13  | 30 dez 1999 | Višnjan Observatory | K. Korlević              | —         | MPC                           |
| 47469               | 1999 YT20  | 30 dez 1999 | Mauna Kea           | C. Veillet               | —         | MPC                           |
| 47470               | 2000 AF    | 2 jan 2000  | Fountain Hills      | C. W. Juels              | —         | MPC                           |
| 47471               | 2000 AM    | 2 jan 2000  | Fountain Hills      | C. W. Juels              | —         | MPC                           |
| 47472               | 2000 AN2   | 3 jan 2000  | Oizumi              | T. Kobayashi             | —         | MPC                           |
| 47473               | 2000 AU2   | 1 jan 2000  | San Marcello        | M. Tombelli, A. Boattini | —         | MPC                           |
| 47474               | 2000 AH5   | 3 jan 2000  | Olathe              | Olathe                   | —         | MPC                           |
| 47475               | 2000 AR7   | 2 jan 2000  | Socorro             | LINEAR                   | —         | MPC                           |
| 47476               | 2000 AJ8   | 2 jan 2000  | Socorro             | LINEAR                   | —         | MPC                           |
| 47477               | 2000 AV9   | 2 jan 2000  | Socorro             | LINEAR                   | —         | MPC                           |
| 47478               | 2000 AW10  | 3 jan 2000  | Socorro             | LINEAR                   | —         | MPC                           |
| 47479               | 2000 AH11  | 3 jan 2000  | Socorro             | LINEAR                   | —         | MPC                           |
| 47480               | 2000 AE12  | 3 jan 2000  | Socorro             | LINEAR                   | —         | MPC                           |
| 47481               | 2000 AR12  | 3 jan 2000  | Socorro             | LINEAR                   | —         | MPC                           |
| 47482               | 2000 AT13  | 3 jan 2000  | Socorro             | LINEAR                   | Phocaea   | MPC                           |
| 47483               | 2000 AJ17  | 3 jan 2000  | Socorro             | LINEAR                   | —         | MPC                           |
| 47484               | 2000 AC18  | 3 jan 2000  | Socorro             | LINEAR                   | —         | MPC                           |
| 47485               | 2000 AO22  | 3 jan 2000  | Socorro             | LINEAR                   | —         | MPC                           |
| 47486               | 2000 AG25  | 3 jan 2000  | Socorro             | LINEAR                   | Mitidika  | MPC                           |
| 47487               | 2000 AK30  | 3 jan 2000  | Socorro             | LINEAR                   | —         | MPC                           |
| 47488               | 2000 AZ32  | 3 jan 2000  | Socorro             | LINEAR                   | —         | MPC                           |
| 47489               | 2000 AY35  | 3 jan 2000  | Socorro             | LINEAR                   | —         | MPC                           |
| 47490               | 2000 AE37  | 3 jan 2000  | Socorro             | LINEAR                   | —         | MPC                           |
| 47491               | 2000 AE39  | 3 jan 2000  | Socorro             | LINEAR                   | —         | MPC                           |
| 47492               | 2000 AC41  | 3 jan 2000  | Socorro             | LINEAR                   | —         | MPC                           |
| 47493               | 2000 AV41  | 3 jan 2000  | Socorro             | LINEAR                   | —         | MPC                           |
| 47494 Gerhardangl   | 2000 AH42  | 4 jan 2000  | Gnosca              | S. Sposetti              | —         | MPC                           |
| 47495               | 2000 AD43  | 5 jan 2000  | Socorro             | LINEAR                   | —         | MPC                           |
| 47496               | 2000 AU43  | 2 jan 2000  | Kitt Peak           | Spacewatch               | —         | MPC                           |
| 47497               | 2000 AE44  | 2 jan 2000  | Kitt Peak           | Spacewatch               | Chloris   | MPC                           |
| 47498               | 2000 AK45  | 3 jan 2000  | Socorro             | LINEAR                   | —         | MPC                           |
| 47499               | 2000 AH50  | 5 jan 2000  | Višnjan Observatory | K. Korlević              | —         | MPC                           |
| 47500               | 2000 AX50  | 7 jan 2000  | Kleť                | Kleť Obs.                | —         | MPC                           |

## 47501–47600
| Designação | Designação | Descoberta  | Descoberta | Descobridor(es) | Categoria | Mais informações / Referência |
| Permanente | Provisória | Data        | Local      | Descobridor(es) | Categoria | Mais informações / Referência |
| ---------- | ---------- | ----------- | ---------- | --------------- | --------- | ----------------------------- |
| 47501      | 2000 AN53  | 4 jan 2000  | Socorro    | LINEAR          | —         | MPC                           |
| 47502      | 2000 AN54  | 4 jan 2000  | Socorro    | LINEAR          | —         | MPC                           |
| 47503      | 2000 AQ54  | 4 jan 2000  | Socorro    | LINEAR          | Mitidika  | MPC                           |
| 47504      | 2000 AJ56  | 4 jan 2000  | Socorro    | LINEAR          | —         | MPC                           |
| 47505      | 2000 AB57  | 4 jan 2000  | Socorro    | LINEAR          | —         | MPC                           |
| 47506      | 2000 AA58  | 4 jan 2000  | Socorro    | LINEAR          | —         | MPC                           |
| 47507      | 2000 AM58  | 4 jan 2000  | Socorro    | LINEAR          | —         | MPC                           |
| 47508      | 2000 AQ58  | 4 jan 2000  | Socorro    | LINEAR          | —         | MPC                           |
| 47509      | 2000 AJ60  | 4 jan 2000  | Socorro    | LINEAR          | —         | MPC                           |
| 47510      | 2000 AL60  | 4 jan 2000  | Socorro    | LINEAR          | —         | MPC                           |
| 47511      | 2000 AN60  | 4 jan 2000  | Socorro    | LINEAR          | —         | MPC                           |
| 47512      | 2000 AY60  | 4 jan 2000  | Socorro    | LINEAR          | —         | MPC                           |
| 47513      | 2000 AS66  | 4 jan 2000  | Socorro    | LINEAR          | —         | MPC                           |
| 47514      | 2000 AW66  | 4 jan 2000  | Socorro    | LINEAR          | —         | MPC                           |
| 47515      | 2000 AB69  | 5 jan 2000  | Socorro    | LINEAR          | —         | MPC                           |
| 47516      | 2000 AQ69  | 5 jan 2000  | Socorro    | LINEAR          | Phocaea   | MPC                           |
| 47517      | 2000 AT71  | 5 jan 2000  | Socorro    | LINEAR          | —         | MPC                           |
| 47518      | 2000 AU71  | 5 jan 2000  | Socorro    | LINEAR          | —         | MPC                           |
| 47519      | 2000 AK79  | 5 jan 2000  | Socorro    | LINEAR          | —         | MPC                           |
| 47520      | 2000 AO79  | 5 jan 2000  | Socorro    | LINEAR          | —         | MPC                           |
| 47521      | 2000 AS84  | 5 jan 2000  | Socorro    | LINEAR          | —         | MPC                           |
| 47522      | 2000 AW84  | 5 jan 2000  | Socorro    | LINEAR          | —         | MPC                           |
| 47523      | 2000 AB85  | 5 jan 2000  | Socorro    | LINEAR          | —         | MPC                           |
| 47524      | 2000 AJ90  | 5 jan 2000  | Socorro    | LINEAR          | —         | MPC                           |
| 47525      | 2000 AL90  | 5 jan 2000  | Socorro    | LINEAR          | —         | MPC                           |
| 47526      | 2000 AM90  | 5 jan 2000  | Socorro    | LINEAR          | —         | MPC                           |
| 47527      | 2000 AR90  | 5 jan 2000  | Socorro    | LINEAR          | —         | MPC                           |
| 47528      | 2000 AE95  | 4 jan 2000  | Socorro    | LINEAR          | —         | MPC                           |
| 47529      | 2000 AM96  | 4 jan 2000  | Socorro    | LINEAR          | —         | MPC                           |
| 47530      | 2000 AO96  | 4 jan 2000  | Socorro    | LINEAR          | Phocaea   | MPC                           |
| 47531      | 2000 AY96  | 4 jan 2000  | Socorro    | LINEAR          | —         | MPC                           |
| 47532      | 2000 AF97  | 4 jan 2000  | Socorro    | LINEAR          | Phocaea   | MPC                           |
| 47533      | 2000 AY97  | 4 jan 2000  | Socorro    | LINEAR          | —         | MPC                           |
| 47534      | 2000 AD98  | 4 jan 2000  | Socorro    | LINEAR          | Ursula    | MPC                           |
| 47535      | 2000 AA99  | 5 jan 2000  | Socorro    | LINEAR          | —         | MPC                           |
| 47536      | 2000 AB102 | 5 jan 2000  | Socorro    | LINEAR          | —         | MPC                           |
| 47537      | 2000 AP108 | 5 jan 2000  | Socorro    | LINEAR          | —         | MPC                           |
| 47538      | 2000 AR113 | 5 jan 2000  | Socorro    | LINEAR          | —         | MPC                           |
| 47539      | 2000 AZ113 | 5 jan 2000  | Socorro    | LINEAR          | —         | MPC                           |
| 47540      | 2000 AK115 | 5 jan 2000  | Socorro    | LINEAR          | —         | MPC                           |
| 47541      | 2000 AX115 | 5 jan 2000  | Socorro    | LINEAR          | —         | MPC                           |
| 47542      | 2000 AN118 | 5 jan 2000  | Socorro    | LINEAR          | —         | MPC                           |
| 47543      | 2000 AP118 | 5 jan 2000  | Socorro    | LINEAR          | —         | MPC                           |
| 47544      | 2000 AW118 | 5 jan 2000  | Socorro    | LINEAR          | —         | MPC                           |
| 47545      | 2000 AZ118 | 5 jan 2000  | Socorro    | LINEAR          | —         | MPC                           |
| 47546      | 2000 AN119 | 5 jan 2000  | Socorro    | LINEAR          | —         | MPC                           |
| 47547      | 2000 AM121 | 5 jan 2000  | Socorro    | LINEAR          | —         | MPC                           |
| 47548      | 2000 AO124 | 5 jan 2000  | Socorro    | LINEAR          | —         | MPC                           |
| 47549      | 2000 AE126 | 5 jan 2000  | Socorro    | LINEAR          | —         | MPC                           |
| 47550      | 2000 AS126 | 5 jan 2000  | Socorro    | LINEAR          | —         | MPC                           |
| 47551      | 2000 AM128 | 5 jan 2000  | Socorro    | LINEAR          | —         | MPC                           |
| 47552      | 2000 AR128 | 5 jan 2000  | Socorro    | LINEAR          | —         | MPC                           |
| 47553      | 2000 AE129 | 5 jan 2000  | Socorro    | LINEAR          | —         | MPC                           |
| 47554      | 2000 AN130 | 5 jan 2000  | Socorro    | LINEAR          | Ursula    | MPC                           |
| 47555      | 2000 AM136 | 4 jan 2000  | Socorro    | LINEAR          | —         | MPC                           |
| 47556      | 2000 AL137 | 4 jan 2000  | Socorro    | LINEAR          | Ursula    | MPC                           |
| 47557      | 2000 AP137 | 4 jan 2000  | Socorro    | LINEAR          | —         | MPC                           |
| 47558      | 2000 AU137 | 4 jan 2000  | Socorro    | LINEAR          | Phocaea   | MPC                           |
| 47559      | 2000 AK143 | 5 jan 2000  | Socorro    | LINEAR          | —         | MPC                           |
| 47560      | 2000 AD144 | 5 jan 2000  | Socorro    | LINEAR          | —         | MPC                           |
| 47561      | 2000 AA147 | 4 jan 2000  | Oizumi     | T. Kobayashi    | —         | MPC                           |
| 47562      | 2000 AZ148 | 7 jan 2000  | Socorro    | LINEAR          | —         | MPC                           |
| 47563      | 2000 AW149 | 7 jan 2000  | Socorro    | LINEAR          | —         | MPC                           |
| 47564      | 2000 AD150 | 7 jan 2000  | Socorro    | LINEAR          | —         | MPC                           |
| 47565      | 2000 AJ150 | 7 jan 2000  | Socorro    | LINEAR          | —         | MPC                           |
| 47566      | 2000 AU150 | 8 jan 2000  | Socorro    | LINEAR          | —         | MPC                           |
| 47567      | 2000 AL154 | 2 jan 2000  | Socorro    | LINEAR          | —         | MPC                           |
| 47568      | 2000 AW155 | 3 jan 2000  | Socorro    | LINEAR          | —         | MPC                           |
| 47569      | 2000 AP159 | 3 jan 2000  | Socorro    | LINEAR          | Ursula    | MPC                           |
| 47570      | 2000 AM162 | 4 jan 2000  | Socorro    | LINEAR          | Phocaea   | MPC                           |
| 47571      | 2000 AT162 | 4 jan 2000  | Socorro    | LINEAR          | —         | MPC                           |
| 47572      | 2000 AK167 | 8 jan 2000  | Socorro    | LINEAR          | —         | MPC                           |
| 47573      | 2000 AV170 | 7 jan 2000  | Socorro    | LINEAR          | —         | MPC                           |
| 47574      | 2000 AF171 | 7 jan 2000  | Socorro    | LINEAR          | —         | MPC                           |
| 47575      | 2000 AL172 | 7 jan 2000  | Socorro    | LINEAR          | —         | MPC                           |
| 47576      | 2000 AW172 | 7 jan 2000  | Socorro    | LINEAR          | —         | MPC                           |
| 47577      | 2000 AD173 | 7 jan 2000  | Socorro    | LINEAR          | —         | MPC                           |
| 47578      | 2000 AT174 | 7 jan 2000  | Socorro    | LINEAR          | —         | MPC                           |
| 47579      | 2000 AW174 | 7 jan 2000  | Socorro    | LINEAR          | —         | MPC                           |
| 47580      | 2000 AQ175 | 7 jan 2000  | Socorro    | LINEAR          | —         | MPC                           |
| 47581      | 2000 AN178 | 7 jan 2000  | Socorro    | LINEAR          | —         | MPC                           |
| 47582      | 2000 AO179 | 7 jan 2000  | Socorro    | LINEAR          | Phocaea   | MPC                           |
| 47583      | 2000 AW182 | 7 jan 2000  | Socorro    | LINEAR          | —         | MPC                           |
| 47584      | 2000 AX182 | 7 jan 2000  | Socorro    | LINEAR          | —         | MPC                           |
| 47585      | 2000 AA192 | 8 jan 2000  | Socorro    | LINEAR          | —         | MPC                           |
| 47586      | 2000 AE193 | 8 jan 2000  | Socorro    | LINEAR          | —         | MPC                           |
| 47587      | 2000 AU198 | 8 jan 2000  | Socorro    | LINEAR          | —         | MPC                           |
| 47588      | 2000 AM201 | 9 jan 2000  | Socorro    | LINEAR          | —         | MPC                           |
| 47589      | 2000 AY201 | 9 jan 2000  | Socorro    | LINEAR          | Eos       | MPC                           |
| 47590      | 2000 AY202 | 10 jan 2000 | Socorro    | LINEAR          | —         | MPC                           |
| 47591      | 2000 AD203 | 10 jan 2000 | Socorro    | LINEAR          | —         | MPC                           |
| 47592      | 2000 AO203 | 10 jan 2000 | Socorro    | LINEAR          | —         | MPC                           |
| 47593      | 2000 AF204 | 12 jan 2000 | High Point | D. K. Chesney   | —         | MPC                           |
| 47594      | 2000 AQ204 | 8 jan 2000  | Socorro    | LINEAR          | Phocaea   | MPC                           |
| 47595      | 2000 AK207 | 3 jan 2000  | Kitt Peak  | Spacewatch      | —         | MPC                           |
| 47596      | 2000 AA213 | 6 jan 2000  | Kitt Peak  | Spacewatch      | Mitidika  | MPC                           |
| 47597      | 2000 AK214 | 6 jan 2000  | Kitt Peak  | Spacewatch      | —         | MPC                           |
| 47598      | 2000 AR215 | 7 jan 2000  | Kitt Peak  | Spacewatch      | —         | MPC                           |
| 47599      | 2000 AB216 | 7 jan 2000  | Kitt Peak  | Spacewatch      | —         | MPC                           |
| 47600      | 2000 AF227 | 10 jan 2000 | Kitt Peak  | Spacewatch      | Ursula    | MPC                           |

## 47601–47700
| Designação | Designação | Descoberta  | Descoberta          | Descobridor(es) | Categoria | Mais informações / Referência |
| Permanente | Provisória | Data        | Local               | Descobridor(es) | Categoria | Mais informações / Referência |
| ---------- | ---------- | ----------- | ------------------- | --------------- | --------- | ----------------------------- |
| 47601      | 2000 AQ227 | 10 jan 2000 | Kitt Peak           | Spacewatch      | Ursula    | MPC                           |
| 47602      | 2000 AC231 | 4 jan 2000  | Anderson Mesa       | LONEOS          | —         | MPC                           |
| 47603      | 2000 AV232 | 4 jan 2000  | Socorro             | LINEAR          | —         | MPC                           |
| 47604      | 2000 AF236 | 5 jan 2000  | Anderson Mesa       | LONEOS          | —         | MPC                           |
| 47605      | 2000 AT237 | 5 jan 2000  | Socorro             | LINEAR          | —         | MPC                           |
| 47606      | 2000 AA238 | 6 jan 2000  | Anderson Mesa       | LONEOS          | —         | MPC                           |
| 47607      | 2000 AN242 | 7 jan 2000  | Socorro             | LINEAR          | —         | MPC                           |
| 47608      | 2000 AE243 | 7 jan 2000  | Anderson Mesa       | LONEOS          | Brangane  | MPC                           |
| 47609      | 2000 AN251 | 5 jan 2000  | Socorro             | LINEAR          | —         | MPC                           |
| 47610      | 2000 AY254 | 6 jan 2000  | Socorro             | LINEAR          | —         | MPC                           |
| 47611      | 2000 BL1   | 26 jan 2000 | Kitt Peak           | Spacewatch      | —         | MPC                           |
| 47612      | 2000 BO4   | 21 jan 2000 | Socorro             | LINEAR          | —         | MPC                           |
| 47613      | 2000 BP12  | 28 jan 2000 | Kitt Peak           | Spacewatch      | —         | MPC                           |
| 47614      | 2000 BO14  | 28 jan 2000 | Oizumi              | T. Kobayashi    | —         | MPC                           |
| 47615      | 2000 BT22  | 27 jan 2000 | Višnjan Observatory | K. Korlević     | —         | MPC                           |
| 47616      | 2000 BC26  | 30 jan 2000 | Socorro             | LINEAR          | —         | MPC                           |
| 47617      | 2000 BC27  | 30 jan 2000 | Socorro             | LINEAR          | —         | MPC                           |
| 47618      | 2000 BD27  | 30 jan 2000 | Socorro             | LINEAR          | —         | MPC                           |
| 47619      | 2000 BW28  | 30 jan 2000 | Catalina            | CSS             | Eos       | MPC                           |
| 47620      | 2000 BA29  | 30 jan 2000 | Catalina            | CSS             | —         | MPC                           |
| 47621      | 2000 BO29  | 28 jan 2000 | Socorro             | LINEAR          | —         | MPC                           |
| 47622      | 2000 BQ32  | 28 jan 2000 | Kitt Peak           | Spacewatch      | Themis    | MPC                           |
| 47623      | 2000 BF38  | 28 jan 2000 | Kitt Peak           | Spacewatch      | —         | MPC                           |
| 47624      | 2000 BG41  | 30 jan 2000 | Kitt Peak           | Spacewatch      | —         | MPC                           |
| 47625      | 2000 BB49  | 26 jan 2000 | Kitt Peak           | Spacewatch      | —         | MPC                           |
| 47626      | 2000 BS49  | 21 jan 2000 | Socorro             | LINEAR          | —         | MPC                           |
| 47627      | 2000 CX    | 1 fev 2000  | Catalina            | CSS             | —         | MPC                           |
| 47628      | 2000 CJ2   | 2 fev 2000  | Oizumi              | T. Kobayashi    | —         | MPC                           |
| 47629      | 2000 CR4   | 2 fev 2000  | Socorro             | LINEAR          | —         | MPC                           |
| 47630      | 2000 CF6   | 2 fev 2000  | Socorro             | LINEAR          | —         | MPC                           |
| 47631      | 2000 CY17  | 2 fev 2000  | Socorro             | LINEAR          | —         | MPC                           |
| 47632      | 2000 CA21  | 2 fev 2000  | Socorro             | LINEAR          | —         | MPC                           |
| 47633      | 2000 CG23  | 2 fev 2000  | Socorro             | LINEAR          | —         | MPC                           |
| 47634      | 2000 CN24  | 2 fev 2000  | Socorro             | LINEAR          | —         | MPC                           |
| 47635      | 2000 CH25  | 2 fev 2000  | Socorro             | LINEAR          | —         | MPC                           |
| 47636      | 2000 CV25  | 2 fev 2000  | Socorro             | LINEAR          | —         | MPC                           |
| 47637      | 2000 CD28  | 2 fev 2000  | Socorro             | LINEAR          | —         | MPC                           |
| 47638      | 2000 CP28  | 2 fev 2000  | Socorro             | LINEAR          | —         | MPC                           |
| 47639      | 2000 CT29  | 2 fev 2000  | Socorro             | LINEAR          | —         | MPC                           |
| 47640      | 2000 CA30  | 2 fev 2000  | Socorro             | LINEAR          | —         | MPC                           |
| 47641      | 2000 CE30  | 2 fev 2000  | Socorro             | LINEAR          | —         | MPC                           |
| 47642      | 2000 CF30  | 2 fev 2000  | Socorro             | LINEAR          | —         | MPC                           |
| 47643      | 2000 CM30  | 2 fev 2000  | Socorro             | LINEAR          | —         | MPC                           |
| 47644      | 2000 CO36  | 2 fev 2000  | Socorro             | LINEAR          | —         | MPC                           |
| 47645      | 2000 CD37  | 2 fev 2000  | Socorro             | LINEAR          | Brangane  | MPC                           |
| 47646      | 2000 CE37  | 2 fev 2000  | Socorro             | LINEAR          | —         | MPC                           |
| 47647      | 2000 CH38  | 3 fev 2000  | Socorro             | LINEAR          | —         | MPC                           |
| 47648      | 2000 CA40  | 2 fev 2000  | Socorro             | LINEAR          | —         | MPC                           |
| 47649      | 2000 CP40  | 1 fev 2000  | Catalina            | CSS             | —         | MPC                           |
| 47650      | 2000 CU40  | 1 fev 2000  | Catalina            | CSS             | Maria     | MPC                           |
| 47651      | 2000 CV42  | 2 fev 2000  | Socorro             | LINEAR          | —         | MPC                           |
| 47652      | 2000 CL44  | 2 fev 2000  | Socorro             | LINEAR          | —         | MPC                           |
| 47653      | 2000 CD45  | 2 fev 2000  | Socorro             | LINEAR          | —         | MPC                           |
| 47654      | 2000 CP46  | 2 fev 2000  | Socorro             | LINEAR          | —         | MPC                           |
| 47655      | 2000 CB48  | 2 fev 2000  | Socorro             | LINEAR          | —         | MPC                           |
| 47656      | 2000 CD48  | 2 fev 2000  | Socorro             | LINEAR          | —         | MPC                           |
| 47657      | 2000 CE48  | 2 fev 2000  | Socorro             | LINEAR          | —         | MPC                           |
| 47658      | 2000 CL48  | 2 fev 2000  | Socorro             | LINEAR          | —         | MPC                           |
| 47659      | 2000 CM49  | 2 fev 2000  | Socorro             | LINEAR          | —         | MPC                           |
| 47660      | 2000 CA51  | 2 fev 2000  | Socorro             | LINEAR          | —         | MPC                           |
| 47661      | 2000 CP52  | 2 fev 2000  | Socorro             | LINEAR          | —         | MPC                           |
| 47662      | 2000 CN53  | 2 fev 2000  | Socorro             | LINEAR          | —         | MPC                           |
| 47663      | 2000 CD54  | 2 fev 2000  | Socorro             | LINEAR          | —         | MPC                           |
| 47664      | 2000 CE54  | 2 fev 2000  | Socorro             | LINEAR          | —         | MPC                           |
| 47665      | 2000 CX55  | 4 fev 2000  | Socorro             | LINEAR          | —         | MPC                           |
| 47666      | 2000 CA58  | 5 fev 2000  | Socorro             | LINEAR          | Brangane  | MPC                           |
| 47667      | 2000 CD58  | 5 fev 2000  | Socorro             | LINEAR          | —         | MPC                           |
| 47668      | 2000 CM60  | 2 fev 2000  | Socorro             | LINEAR          | —         | MPC                           |
| 47669      | 2000 CC62  | 2 fev 2000  | Socorro             | LINEAR          | —         | MPC                           |
| 47670      | 2000 CA63  | 2 fev 2000  | Socorro             | LINEAR          | —         | MPC                           |
| 47671      | 2000 CP63  | 2 fev 2000  | Socorro             | LINEAR          | —         | MPC                           |
| 47672      | 2000 CZ63  | 2 fev 2000  | Socorro             | LINEAR          | —         | MPC                           |
| 47673      | 2000 CF64  | 3 fev 2000  | Socorro             | LINEAR          | —         | MPC                           |
| 47674      | 2000 CT65  | 4 fev 2000  | Socorro             | LINEAR          | —         | MPC                           |
| 47675      | 2000 CW66  | 6 fev 2000  | Socorro             | LINEAR          | —         | MPC                           |
| 47676      | 2000 CE71  | 7 fev 2000  | Socorro             | LINEAR          | —         | MPC                           |
| 47677      | 2000 CO71  | 7 fev 2000  | Socorro             | LINEAR          | —         | MPC                           |
| 47678      | 2000 CT75  | 7 fev 2000  | Socorro             | LINEAR          | —         | MPC                           |
| 47679      | 2000 CN76  | 10 fev 2000 | Višnjan Observatory | K. Korlević     | —         | MPC                           |
| 47680      | 2000 CC77  | 10 fev 2000 | Višnjan Observatory | K. Korlević     | Brangane  | MPC                           |
| 47681      | 2000 CZ77  | 7 fev 2000  | Kitt Peak           | Spacewatch      | —         | MPC                           |
| 47682      | 2000 CO82  | 4 fev 2000  | Socorro             | LINEAR          | —         | MPC                           |
| 47683      | 2000 CR82  | 4 fev 2000  | Socorro             | LINEAR          | —         | MPC                           |
| 47684      | 2000 CT83  | 4 fev 2000  | Socorro             | LINEAR          | —         | MPC                           |
| 47685      | 2000 CC84  | 4 fev 2000  | Socorro             | LINEAR          | —         | MPC                           |
| 47686      | 2000 CA86  | 4 fev 2000  | Socorro             | LINEAR          | —         | MPC                           |
| 47687      | 2000 CW86  | 4 fev 2000  | Socorro             | LINEAR          | —         | MPC                           |
| 47688      | 2000 CO88  | 4 fev 2000  | Socorro             | LINEAR          | —         | MPC                           |
| 47689      | 2000 CN91  | 6 fev 2000  | Socorro             | LINEAR          | —         | MPC                           |
| 47690      | 2000 CQ92  | 6 fev 2000  | Socorro             | LINEAR          | Ursula    | MPC                           |
| 47691      | 2000 CT92  | 6 fev 2000  | Socorro             | LINEAR          | —         | MPC                           |
| 47692      | 2000 CC94  | 8 fev 2000  | Socorro             | LINEAR          | —         | MPC                           |
| 47693      | 2000 CG94  | 8 fev 2000  | Socorro             | LINEAR          | —         | MPC                           |
| 47694      | 2000 CO94  | 8 fev 2000  | Socorro             | LINEAR          | —         | MPC                           |
| 47695      | 2000 CC99  | 8 fev 2000  | Kitt Peak           | Spacewatch      | —         | MPC                           |
| 47696      | 2000 CK100 | 10 fev 2000 | Kitt Peak           | Spacewatch      | Brangane  | MPC                           |
| 47697      | 2000 CZ101 | 2 fev 2000  | Socorro             | LINEAR          | —         | MPC                           |
| 47698      | 2000 CG109 | 5 fev 2000  | Catalina            | CSS             | —         | MPC                           |
| 47699      | 2000 CP116 | 3 fev 2000  | Socorro             | LINEAR          | —         | MPC                           |
| 47700      | 2000 CQ121 | 3 fev 2000  | Socorro             | LINEAR          | —         | MPC                           |

## 47701–47800
| Designação | Designação | Descoberta  | Descoberta          | Descobridor(es) | Categoria | Mais informações / Referência |
| Permanente | Provisória | Data        | Local               | Descobridor(es) | Categoria | Mais informações / Referência |
| ---------- | ---------- | ----------- | ------------------- | --------------- | --------- | ----------------------------- |
| 47701      | 2000 DA1   | 25 fev 2000 | Socorro             | LINEAR          | —         | MPC                           |
| 47702      | 2000 DE2   | 26 fev 2000 | Kitt Peak           | Spacewatch      | —         | MPC                           |
| 47703      | 2000 DR2   | 27 fev 2000 | Kitt Peak           | Spacewatch      | —         | MPC                           |
| 47704      | 2000 DN4   | 28 fev 2000 | Socorro             | LINEAR          | —         | MPC                           |
| 47705      | 2000 DT9   | 26 fev 2000 | Kitt Peak           | Spacewatch      | —         | MPC                           |
| 47706      | 2000 DH12  | 27 fev 2000 | Kitt Peak           | Spacewatch      | Brangane  | MPC                           |
| 47707      | 2000 DB15  | 26 fev 2000 | Catalina            | CSS             | Phocaea   | MPC                           |
| 47708      | 2000 DR15  | 26 fev 2000 | Catalina            | CSS             | Brangane  | MPC                           |
| 47709      | 2000 DC16  | 28 fev 2000 | Višnjan Observatory | K. Korlević     | —         | MPC                           |
| 47710      | 2000 DJ16  | 29 fev 2000 | Višnjan Observatory | K. Korlević     | —         | MPC                           |
| 47711      | 2000 DL16  | 29 fev 2000 | Višnjan Observatory | K. Korlević     | —         | MPC                           |
| 47712      | 2000 DB23  | 29 fev 2000 | Socorro             | LINEAR          | —         | MPC                           |
| 47713      | 2000 DM23  | 29 fev 2000 | Socorro             | LINEAR          | —         | MPC                           |
| 47714      | 2000 DS24  | 29 fev 2000 | Socorro             | LINEAR          | —         | MPC                           |
| 47715      | 2000 DG25  | 29 fev 2000 | Socorro             | LINEAR          | —         | MPC                           |
| 47716      | 2000 DQ25  | 29 fev 2000 | Socorro             | LINEAR          | Brangane  | MPC                           |
| 47717      | 2000 DU28  | 29 fev 2000 | Socorro             | LINEAR          | —         | MPC                           |
| 47718      | 2000 DV29  | 29 fev 2000 | Socorro             | LINEAR          | —         | MPC                           |
| 47719      | 2000 DC30  | 29 fev 2000 | Socorro             | LINEAR          | —         | MPC                           |
| 47720      | 2000 DR34  | 29 fev 2000 | Socorro             | LINEAR          | —         | MPC                           |
| 47721      | 2000 DS34  | 29 fev 2000 | Socorro             | LINEAR          | —         | MPC                           |
| 47722      | 2000 DZ35  | 29 fev 2000 | Socorro             | LINEAR          | —         | MPC                           |
| 47723      | 2000 DV37  | 29 fev 2000 | Socorro             | LINEAR          | —         | MPC                           |
| 47724      | 2000 DE38  | 29 fev 2000 | Socorro             | LINEAR          | —         | MPC                           |
| 47725      | 2000 DW39  | 29 fev 2000 | Socorro             | LINEAR          | —         | MPC                           |
| 47726      | 2000 DE42  | 29 fev 2000 | Socorro             | LINEAR          | Brangane  | MPC                           |
| 47727      | 2000 DG44  | 29 fev 2000 | Socorro             | LINEAR          | —         | MPC                           |
| 47728      | 2000 DP45  | 29 fev 2000 | Socorro             | LINEAR          | —         | MPC                           |
| 47729      | 2000 DR45  | 29 fev 2000 | Socorro             | LINEAR          | —         | MPC                           |
| 47730      | 2000 DY46  | 29 fev 2000 | Socorro             | LINEAR          | —         | MPC                           |
| 47731      | 2000 DM48  | 29 fev 2000 | Socorro             | LINEAR          | —         | MPC                           |
| 47732      | 2000 DR51  | 29 fev 2000 | Socorro             | LINEAR          | —         | MPC                           |
| 47733      | 2000 DW51  | 29 fev 2000 | Socorro             | LINEAR          | —         | MPC                           |
| 47734      | 2000 DX55  | 29 fev 2000 | Socorro             | LINEAR          | —         | MPC                           |
| 47735      | 2000 DS60  | 29 fev 2000 | Socorro             | LINEAR          | —         | MPC                           |
| 47736      | 2000 DG61  | 29 fev 2000 | Socorro             | LINEAR          | —         | MPC                           |
| 47737      | 2000 DT66  | 29 fev 2000 | Socorro             | LINEAR          | —         | MPC                           |
| 47738      | 2000 DB68  | 29 fev 2000 | Socorro             | LINEAR          | —         | MPC                           |
| 47739      | 2000 DD69  | 29 fev 2000 | Socorro             | LINEAR          | —         | MPC                           |
| 47740      | 2000 DC71  | 29 fev 2000 | Socorro             | LINEAR          | —         | MPC                           |
| 47741      | 2000 DQ71  | 29 fev 2000 | Socorro             | LINEAR          | —         | MPC                           |
| 47742      | 2000 DX73  | 29 fev 2000 | Socorro             | LINEAR          | —         | MPC                           |
| 47743      | 2000 DH74  | 29 fev 2000 | Socorro             | LINEAR          | —         | MPC                           |
| 47744      | 2000 DJ75  | 29 fev 2000 | Socorro             | LINEAR          | —         | MPC                           |
| 47745      | 2000 DE77  | 29 fev 2000 | Socorro             | LINEAR          | —         | MPC                           |
| 47746      | 2000 DY77  | 29 fev 2000 | Socorro             | LINEAR          | —         | MPC                           |
| 47747      | 2000 DH81  | 28 fev 2000 | Socorro             | LINEAR          | —         | MPC                           |
| 47748      | 2000 DF82  | 28 fev 2000 | Socorro             | LINEAR          | —         | MPC                           |
| 47749      | 2000 DX82  | 28 fev 2000 | Socorro             | LINEAR          | —         | MPC                           |
| 47750      | 2000 DM85  | 29 fev 2000 | Socorro             | LINEAR          | Pallas    | MPC                           |
| 47751      | 2000 DO85  | 29 fev 2000 | Socorro             | LINEAR          | —         | MPC                           |
| 47752      | 2000 DD87  | 29 fev 2000 | Socorro             | LINEAR          | —         | MPC                           |
| 47753      | 2000 DY92  | 28 fev 2000 | Socorro             | LINEAR          | —         | MPC                           |
| 47754      | 2000 DE94  | 28 fev 2000 | Socorro             | LINEAR          | —         | MPC                           |
| 47755      | 2000 DL94  | 28 fev 2000 | Socorro             | LINEAR          | —         | MPC                           |
| 47756      | 2000 DO96  | 29 fev 2000 | Socorro             | LINEAR          | —         | MPC                           |
| 47757      | 2000 DD98  | 29 fev 2000 | Socorro             | LINEAR          | —         | MPC                           |
| 47758      | 2000 DV98  | 29 fev 2000 | Socorro             | LINEAR          | Brangane  | MPC                           |
| 47759      | 2000 DR99  | 29 fev 2000 | Socorro             | LINEAR          | —         | MPC                           |
| 47760      | 2000 DQ100 | 29 fev 2000 | Socorro             | LINEAR          | —         | MPC                           |
| 47761      | 2000 DR100 | 29 fev 2000 | Socorro             | LINEAR          | —         | MPC                           |
| 47762      | 2000 DT100 | 29 fev 2000 | Socorro             | LINEAR          | —         | MPC                           |
| 47763      | 2000 DR101 | 29 fev 2000 | Socorro             | LINEAR          | Phocaea   | MPC                           |
| 47764      | 2000 DX102 | 29 fev 2000 | Socorro             | LINEAR          | Brangane  | MPC                           |
| 47765      | 2000 DZ102 | 29 fev 2000 | Socorro             | LINEAR          | —         | MPC                           |
| 47766      | 2000 DP103 | 29 fev 2000 | Socorro             | LINEAR          | Phocaea   | MPC                           |
| 47767      | 2000 DR103 | 29 fev 2000 | Socorro             | LINEAR          | —         | MPC                           |
| 47768      | 2000 DD104 | 29 fev 2000 | Socorro             | LINEAR          | —         | MPC                           |
| 47769      | 2000 DK104 | 29 fev 2000 | Socorro             | LINEAR          | —         | MPC                           |
| 47770      | 2000 DN104 | 29 fev 2000 | Socorro             | LINEAR          | —         | MPC                           |
| 47771      | 2000 DC105 | 29 fev 2000 | Socorro             | LINEAR          | Brangane  | MPC                           |
| 47772      | 2000 DO107 | 29 fev 2000 | Socorro             | LINEAR          | —         | MPC                           |
| 47773      | 2000 DV108 | 29 fev 2000 | Socorro             | LINEAR          | Brangane  | MPC                           |
| 47774      | 2000 DC110 | 29 fev 2000 | Socorro             | LINEAR          | —         | MPC                           |
| 47775      | 2000 DX115 | 27 fev 2000 | Catalina            | CSS             | Eos       | MPC                           |
| 47776      | 2000 EX    | 3 mar 2000  | Višnjan Observatory | K. Korlević     | —         | MPC                           |
| 47777      | 2000 EK9   | 3 mar 2000  | Socorro             | LINEAR          | —         | MPC                           |
| 47778      | 2000 EX10  | 4 mar 2000  | Socorro             | LINEAR          | —         | MPC                           |
| 47779      | 2000 EE11  | 4 mar 2000  | Socorro             | LINEAR          | Brangane  | MPC                           |
| 47780      | 2000 EM13  | 5 mar 2000  | Socorro             | LINEAR          | —         | MPC                           |
| 47781      | 2000 EK17  | 3 mar 2000  | Socorro             | LINEAR          | —         | MPC                           |
| 47782      | 2000 EL18  | 5 mar 2000  | Socorro             | LINEAR          | —         | MPC                           |
| 47783      | 2000 EU19  | 5 mar 2000  | Socorro             | LINEAR          | —         | MPC                           |
| 47784      | 2000 EY19  | 7 mar 2000  | Socorro             | LINEAR          | —         | MPC                           |
| 47785      | 2000 EL20  | 3 mar 2000  | Catalina            | CSS             | —         | MPC                           |
| 47786      | 2000 EQ20  | 3 mar 2000  | Catalina            | CSS             | —         | MPC                           |
| 47787      | 2000 EW24  | 8 mar 2000  | Kitt Peak           | Spacewatch      | —         | MPC                           |
| 47788      | 2000 EB26  | 8 mar 2000  | Kitt Peak           | Spacewatch      | —         | MPC                           |
| 47789      | 2000 ED26  | 8 mar 2000  | Kitt Peak           | Spacewatch      | —         | MPC                           |
| 47790      | 2000 EJ30  | 5 mar 2000  | Socorro             | LINEAR          | Brangane  | MPC                           |
| 47791      | 2000 EC31  | 5 mar 2000  | Socorro             | LINEAR          | —         | MPC                           |
| 47792      | 2000 EV31  | 5 mar 2000  | Socorro             | LINEAR          | —         | MPC                           |
| 47793      | 2000 EO32  | 5 mar 2000  | Socorro             | LINEAR          | —         | MPC                           |
| 47794      | 2000 EP38  | 8 mar 2000  | Socorro             | LINEAR          | —         | MPC                           |
| 47795      | 2000 ER38  | 8 mar 2000  | Socorro             | LINEAR          | —         | MPC                           |
| 47796      | 2000 EN40  | 8 mar 2000  | Socorro             | LINEAR          | —         | MPC                           |
| 47797      | 2000 EQ40  | 8 mar 2000  | Socorro             | LINEAR          | Brangane  | MPC                           |
| 47798      | 2000 EP45  | 9 mar 2000  | Socorro             | LINEAR          | —         | MPC                           |
| 47799      | 2000 ES49  | 9 mar 2000  | Socorro             | LINEAR          | Phocaea   | MPC                           |
| 47800      | 2000 ED50  | 7 mar 2000  | Višnjan Observatory | K. Korlević     | Brangane  | MPC                           |

## 47801–47900
| Designação     | Designação | Descoberta  | Descoberta    | Descobridor(es) | Categoria | Mais informações / Referência |
| Permanente     | Provisória | Data        | Local         | Descobridor(es) | Categoria | Mais informações / Referência |
| -------------- | ---------- | ----------- | ------------- | --------------- | --------- | ----------------------------- |
| 47801          | 2000 EF55  | 10 mar 2000 | Kitt Peak     | Spacewatch      | —         | MPC                           |
| 47802          | 2000 EZ56  | 8 mar 2000  | Socorro       | LINEAR          | Ursula    | MPC                           |
| 47803          | 2000 EK58  | 8 mar 2000  | Socorro       | LINEAR          | —         | MPC                           |
| 47804          | 2000 EP59  | 10 mar 2000 | Socorro       | LINEAR          | —         | MPC                           |
| 47805          | 2000 EY60  | 10 mar 2000 | Socorro       | LINEAR          | —         | MPC                           |
| 47806          | 2000 EV65  | 10 mar 2000 | Socorro       | LINEAR          | —         | MPC                           |
| 47807          | 2000 ED67  | 10 mar 2000 | Socorro       | LINEAR          | Brangane  | MPC                           |
| 47808          | 2000 EG67  | 10 mar 2000 | Socorro       | LINEAR          | —         | MPC                           |
| 47809          | 2000 EA78  | 5 mar 2000  | Socorro       | LINEAR          | —         | MPC                           |
| 47810          | 2000 EE79  | 5 mar 2000  | Socorro       | LINEAR          | —         | MPC                           |
| 47811          | 2000 ER79  | 5 mar 2000  | Socorro       | LINEAR          | Ursula    | MPC                           |
| 47812          | 2000 EW79  | 5 mar 2000  | Socorro       | LINEAR          | —         | MPC                           |
| 47813          | 2000 EK84  | 6 mar 2000  | Socorro       | LINEAR          | —         | MPC                           |
| 47814          | 2000 ED85  | 8 mar 2000  | Socorro       | LINEAR          | —         | MPC                           |
| 47815          | 2000 EP85  | 8 mar 2000  | Socorro       | LINEAR          | Brangane  | MPC                           |
| 47816          | 2000 EE86  | 8 mar 2000  | Socorro       | LINEAR          | —         | MPC                           |
| 47817          | 2000 EW89  | 9 mar 2000  | Socorro       | LINEAR          | —         | MPC                           |
| 47818          | 2000 EA91  | 9 mar 2000  | Socorro       | LINEAR          | —         | MPC                           |
| 47819          | 2000 EJ91  | 9 mar 2000  | Socorro       | LINEAR          | —         | MPC                           |
| 47820          | 2000 EB93  | 9 mar 2000  | Socorro       | LINEAR          | —         | MPC                           |
| 47821          | 2000 EN93  | 9 mar 2000  | Socorro       | LINEAR          | —         | MPC                           |
| 47822          | 2000 EX95  | 11 mar 2000 | Socorro       | LINEAR          | —         | MPC                           |
| 47823          | 2000 EK97  | 10 mar 2000 | Socorro       | LINEAR          | —         | MPC                           |
| 47824          | 2000 ED103 | 11 mar 2000 | Socorro       | LINEAR          | —         | MPC                           |
| 47825          | 2000 EO103 | 12 mar 2000 | Socorro       | LINEAR          | Brangane  | MPC                           |
| 47826          | 2000 EC105 | 11 mar 2000 | Anderson Mesa | LONEOS          | —         | MPC                           |
| 47827          | 2000 EJ105 | 11 mar 2000 | Anderson Mesa | LONEOS          | —         | MPC                           |
| 47828          | 2000 EV109 | 8 mar 2000  | Kitt Peak     | Spacewatch      | —         | MPC                           |
| 47829          | 2000 EF110 | 8 mar 2000  | Haleakalā     | NEAT            | —         | MPC                           |
| 47830          | 2000 EF111 | 8 mar 2000  | Haleakala     | NEAT            | —         | MPC                           |
| 47831          | 2000 ED112 | 9 mar 2000  | Socorro       | LINEAR          | —         | MPC                           |
| 47832          | 2000 EC113 | 9 mar 2000  | Socorro       | LINEAR          | —         | MPC                           |
| 47833          | 2000 EJ114 | 9 mar 2000  | Socorro       | LINEAR          | —         | MPC                           |
| 47834          | 2000 EN114 | 9 mar 2000  | Socorro       | LINEAR          | —         | MPC                           |
| 47835 Stevecoe | 2000 EK116 | 10 mar 2000 | Catalina      | R. Hill         | —         | MPC                           |
| 47836          | 2000 EU116 | 10 mar 2000 | Socorro       | LINEAR          | —         | MPC                           |
| 47837          | 2000 EB118 | 11 mar 2000 | Anderson Mesa | LONEOS          | —         | MPC                           |
| 47838          | 2000 EP119 | 11 mar 2000 | Anderson Mesa | LONEOS          | —         | MPC                           |
| 47839          | 2000 ES119 | 11 mar 2000 | Anderson Mesa | LONEOS          | Brangane  | MPC                           |
| 47840          | 2000 EW119 | 11 mar 2000 | Anderson Mesa | LONEOS          | —         | MPC                           |
| 47841          | 2000 EO121 | 11 mar 2000 | Anderson Mesa | LONEOS          | —         | MPC                           |
| 47842          | 2000 EH122 | 11 mar 2000 | Anderson Mesa | LONEOS          | —         | MPC                           |
| 47843          | 2000 EC123 | 11 mar 2000 | Catalina      | CSS             | —         | MPC                           |
| 47844          | 2000 EQ126 | 11 mar 2000 | Anderson Mesa | LONEOS          | —         | MPC                           |
| 47845          | 2000 ED129 | 11 mar 2000 | Anderson Mesa | LONEOS          | Brangane  | MPC                           |
| 47846          | 2000 EM133 | 11 mar 2000 | Socorro       | LINEAR          | —         | MPC                           |
| 47847          | 2000 EV133 | 11 mar 2000 | Anderson Mesa | LONEOS          | Brangane  | MPC                           |
| 47848          | 2000 EY133 | 11 mar 2000 | Socorro       | LINEAR          | —         | MPC                           |
| 47849          | 2000 EY135 | 11 mar 2000 | Anderson Mesa | LONEOS          | —         | MPC                           |
| 47850          | 2000 EB137 | 12 mar 2000 | Socorro       | LINEAR          | —         | MPC                           |
| 47851          | 2000 EW139 | 12 mar 2000 | Catalina      | CSS             | —         | MPC                           |
| 47852          | 2000 EQ140 | 2 mar 2000  | Catalina      | CSS             | —         | MPC                           |
| 47853          | 2000 EA144 | 3 mar 2000  | Catalina      | CSS             | —         | MPC                           |
| 47854          | 2000 EY150 | 5 mar 2000  | Haleakalā     | NEAT            | —         | MPC                           |
| 47855          | 2000 EU153 | 6 mar 2000  | Haleakala     | NEAT            | —         | MPC                           |
| 47856          | 2000 EO154 | 6 mar 2000  | Haleakala     | NEAT            | —         | MPC                           |
| 47857          | 2000 ET155 | 9 mar 2000  | Socorro       | LINEAR          | —         | MPC                           |
| 47858          | 2000 EB158 | 12 mar 2000 | Anderson Mesa | LONEOS          | Brangane  | MPC                           |
| 47859          | 2000 EJ158 | 12 mar 2000 | Anderson Mesa | LONEOS          | Phocaea   | MPC                           |
| 47860          | 2000 EX163 | 3 mar 2000  | Socorro       | LINEAR          | Eos       | MPC                           |
| 47861          | 2000 EY169 | 5 mar 2000  | Socorro       | LINEAR          | —         | MPC                           |
| 47862          | 2000 ED175 | 2 mar 2000  | Catalina      | CSS             | —         | MPC                           |
| 47863          | 2000 EC180 | 4 mar 2000  | Socorro       | LINEAR          | —         | MPC                           |
| 47864          | 2000 EN184 | 5 mar 2000  | Socorro       | LINEAR          | Brangane  | MPC                           |
| 47865          | 2000 FK3   | 28 mar 2000 | Socorro       | LINEAR          | —         | MPC                           |
| 47866          | 2000 FM5   | 25 mar 2000 | Kitt Peak     | Spacewatch      | —         | MPC                           |
| 47867          | 2000 FC6   | 25 mar 2000 | Kitt Peak     | Spacewatch      | —         | MPC                           |
| 47868          | 2000 FS11  | 28 mar 2000 | Socorro       | LINEAR          | —         | MPC                           |
| 47869          | 2000 FF12  | 28 mar 2000 | Socorro       | LINEAR          | —         | MPC                           |
| 47870          | 2000 FK13  | 29 mar 2000 | Socorro       | LINEAR          | —         | MPC                           |
| 47871          | 2000 FQ13  | 29 mar 2000 | Socorro       | LINEAR          | —         | MPC                           |
| 47872          | 2000 FV15  | 28 mar 2000 | Socorro       | LINEAR          | —         | MPC                           |
| 47873          | 2000 FV16  | 28 mar 2000 | Socorro       | LINEAR          | —         | MPC                           |
| 47874          | 2000 FP17  | 29 mar 2000 | Socorro       | LINEAR          | Brangane  | MPC                           |
| 47875          | 2000 FG21  | 29 mar 2000 | Socorro       | LINEAR          | —         | MPC                           |
| 47876          | 2000 FM21  | 29 mar 2000 | Socorro       | LINEAR          | —         | MPC                           |
| 47877          | 2000 FE23  | 29 mar 2000 | Socorro       | LINEAR          | Brangane  | MPC                           |
| 47878          | 2000 FK25  | 26 mar 2000 | Anderson Mesa | LONEOS          | —         | MPC                           |
| 47879          | 2000 FR26  | 27 mar 2000 | Anderson Mesa | LONEOS          | Brangane  | MPC                           |
| 47880          | 2000 FY27  | 27 mar 2000 | Anderson Mesa | LONEOS          | —         | MPC                           |
| 47881          | 2000 FV30  | 27 mar 2000 | Anderson Mesa | LONEOS          | —         | MPC                           |
| 47882          | 2000 FT38  | 29 mar 2000 | Socorro       | LINEAR          | —         | MPC                           |
| 47883          | 2000 FZ39  | 29 mar 2000 | Socorro       | LINEAR          | —         | MPC                           |
| 47884          | 2000 FN40  | 29 mar 2000 | Socorro       | LINEAR          | —         | MPC                           |
| 47885          | 2000 FB42  | 29 mar 2000 | Socorro       | LINEAR          | —         | MPC                           |
| 47886          | 2000 FT42  | 28 mar 2000 | Socorro       | LINEAR          | —         | MPC                           |
| 47887          | 2000 FY42  | 28 mar 2000 | Socorro       | LINEAR          | —         | MPC                           |
| 47888          | 2000 FC46  | 29 mar 2000 | Socorro       | LINEAR          | —         | MPC                           |
| 47889          | 2000 FL47  | 29 mar 2000 | Socorro       | LINEAR          | —         | MPC                           |
| 47890          | 2000 FB49  | 30 mar 2000 | Socorro       | LINEAR          | —         | MPC                           |
| 47891          | 2000 FO65  | 27 mar 2000 | Anderson Mesa | LONEOS          | —         | MPC                           |
| 47892          | 2000 GT5   | 4 abr 2000  | Socorro       | LINEAR          | Ursula    | MPC                           |
| 47893          | 2000 GY11  | 5 abr 2000  | Socorro       | LINEAR          | Brangane  | MPC                           |
| 47894          | 2000 GS21  | 5 abr 2000  | Socorro       | LINEAR          | —         | MPC                           |
| 47895          | 2000 GZ25  | 5 abr 2000  | Socorro       | LINEAR          | —         | MPC                           |
| 47896          | 2000 GE36  | 5 abr 2000  | Socorro       | LINEAR          | —         | MPC                           |
| 47897          | 2000 GO38  | 5 abr 2000  | Socorro       | LINEAR          | —         | MPC                           |
| 47898          | 2000 GA47  | 5 abr 2000  | Socorro       | LINEAR          | —         | MPC                           |
| 47899          | 2000 GO48  | 5 abr 2000  | Socorro       | LINEAR          | —         | MPC                           |
| 47900          | 2000 GS48  | 5 abr 2000  | Socorro       | LINEAR          | —         | MPC                           |

## 47901–48000
| Designação | Designação | Descoberta  | Descoberta          | Descobridor(es) | Categoria | Mais informações / Referência |
| Permanente | Provisória | Data        | Local               | Descobridor(es) | Categoria | Mais informações / Referência |
| ---------- | ---------- | ----------- | ------------------- | --------------- | --------- | ----------------------------- |
| 47901      | 2000 GH54  | 5 abr 2000  | Socorro             | LINEAR          | —         | MPC                           |
| 47902      | 2000 GM55  | 5 abr 2000  | Socorro             | LINEAR          | —         | MPC                           |
| 47903      | 2000 GX55  | 5 abr 2000  | Socorro             | LINEAR          | —         | MPC                           |
| 47904      | 2000 GW56  | 5 abr 2000  | Socorro             | LINEAR          | —         | MPC                           |
| 47905      | 2000 GN63  | 5 abr 2000  | Socorro             | LINEAR          | —         | MPC                           |
| 47906      | 2000 GV67  | 5 abr 2000  | Socorro             | LINEAR          | —         | MPC                           |
| 47907      | 2000 GT71  | 5 abr 2000  | Socorro             | LINEAR          | Juno      | MPC                           |
| 47908      | 2000 GH72  | 5 abr 2000  | Socorro             | LINEAR          | —         | MPC                           |
| 47909      | 2000 GC74  | 5 abr 2000  | Socorro             | LINEAR          | —         | MPC                           |
| 47910      | 2000 GY74  | 5 abr 2000  | Socorro             | LINEAR          | —         | MPC                           |
| 47911      | 2000 GT76  | 5 abr 2000  | Socorro             | LINEAR          | Brangane  | MPC                           |
| 47912      | 2000 GA81  | 6 abr 2000  | Socorro             | LINEAR          | —         | MPC                           |
| 47913      | 2000 GR81  | 6 abr 2000  | Socorro             | LINEAR          | —         | MPC                           |
| 47914      | 2000 GM90  | 4 abr 2000  | Socorro             | LINEAR          | —         | MPC                           |
| 47915      | 2000 GG91  | 4 abr 2000  | Socorro             | LINEAR          | —         | MPC                           |
| 47916      | 2000 GA98  | 7 abr 2000  | Socorro             | LINEAR          | —         | MPC                           |
| 47917      | 2000 GO100 | 7 abr 2000  | Socorro             | LINEAR          | Phocaea   | MPC                           |
| 47918      | 2000 GN101 | 7 abr 2000  | Socorro             | LINEAR          | —         | MPC                           |
| 47919      | 2000 GS101 | 7 abr 2000  | Socorro             | LINEAR          | —         | MPC                           |
| 47920      | 2000 GZ104 | 7 abr 2000  | Socorro             | LINEAR          | —         | MPC                           |
| 47921      | 2000 GW106 | 7 abr 2000  | Socorro             | LINEAR          | —         | MPC                           |
| 47922      | 2000 GK109 | 7 abr 2000  | Socorro             | LINEAR          | Brangane  | MPC                           |
| 47923      | 2000 GJ111 | 3 abr 2000  | Anderson Mesa       | LONEOS          | —         | MPC                           |
| 47924      | 2000 GS113 | 7 abr 2000  | Socorro             | LINEAR          | —         | MPC                           |
| 47925      | 2000 GC118 | 2 abr 2000  | Kitt Peak           | Spacewatch      | —         | MPC                           |
| 47926      | 2000 GK135 | 8 abr 2000  | Socorro             | LINEAR          | —         | MPC                           |
| 47927      | 2000 GG148 | 5 abr 2000  | Socorro             | LINEAR          | —         | MPC                           |
| 47928      | 2000 GD154 | 6 abr 2000  | Anderson Mesa       | LONEOS          | —         | MPC                           |
| 47929      | 2000 GZ156 | 6 abr 2000  | Socorro             | LINEAR          | —         | MPC                           |
| 47930      | 2000 GK159 | 7 abr 2000  | Socorro             | LINEAR          | —         | MPC                           |
| 47931      | 2000 GG167 | 4 abr 2000  | Anderson Mesa       | LONEOS          | —         | MPC                           |
| 47932      | 2000 GN171 | 1 abr 2000  | Steward Observatory | A. Gleason      | —         | MPC                           |
| 47933      | 2000 HS7   | 27 abr 2000 | Socorro             | LINEAR          | —         | MPC                           |
| 47934      | 2000 HU7   | 27 abr 2000 | Socorro             | LINEAR          | —         | MPC                           |
| 47935      | 2000 HR11  | 28 abr 2000 | Socorro             | LINEAR          | —         | MPC                           |
| 47936      | 2000 HS29  | 28 abr 2000 | Socorro             | LINEAR          | —         | MPC                           |
| 47937      | 2000 HB44  | 25 abr 2000 | Anderson Mesa       | LONEOS          | —         | MPC                           |
| 47938      | 2000 HL45  | 26 abr 2000 | Anderson Mesa       | LONEOS          | —         | MPC                           |
| 47939      | 2000 HO58  | 25 abr 2000 | Kitt Peak           | Spacewatch      | —         | MPC                           |
| 47940      | 2000 HE59  | 25 abr 2000 | Anderson Mesa       | LONEOS          | —         | MPC                           |
| 47941      | 2000 HU61  | 25 abr 2000 | Anderson Mesa       | LONEOS          | Juno      | MPC                           |
| 47942      | 2000 HW76  | 27 abr 2000 | Socorro             | LINEAR          | —         | MPC                           |
| 47943      | 2000 HS77  | 28 abr 2000 | Socorro             | LINEAR          | Brangane  | MPC                           |
| 47944      | 2000 JK12  | 5 mai 2000  | Socorro             | LINEAR          | —         | MPC                           |
| 47945      | 2000 JY18  | 3 mai 2000  | Socorro             | LINEAR          | —         | MPC                           |
| 47946      | 2000 JB52  | 9 mai 2000  | Socorro             | LINEAR          | —         | MPC                           |
| 47947      | 2000 JT72  | 2 mai 2000  | Anderson Mesa       | LONEOS          | —         | MPC                           |
| 47948      | 2000 KD32  | 28 mai 2000 | Socorro             | LINEAR          | —         | MPC                           |
| 47949      | 2000 KW34  | 27 mai 2000 | Socorro             | LINEAR          | Ursula    | MPC                           |
| 47950      | 2000 MP    | 24 jun 2000 | Kitt Peak           | Spacewatch      | —         | MPC                           |
| 47951      | 2000 OS15  | 23 jul 2000 | Socorro             | LINEAR          | —         | MPC                           |
| 47952      | 2000 OM16  | 23 jul 2000 | Socorro             | LINEAR          | —         | MPC                           |
| 47953      | 2000 QJ27  | 24 ago 2000 | Socorro             | LINEAR          | —         | MPC                           |
| 47954      | 2000 QF40  | 24 ago 2000 | Socorro             | LINEAR          | —         | MPC                           |
| 47955      | 2000 QZ73  | 24 ago 2000 | Socorro             | LINEAR          | —         | MPC                           |
| 47956      | 2000 QS103 | 28 ago 2000 | Socorro             | LINEAR          | —         | MPC                           |
| 47957      | 2000 QN116 | 28 ago 2000 | Socorro             | LINEAR          | —         | MPC                           |
| 47958      | 2000 QV142 | 31 ago 2000 | Socorro             | LINEAR          | —         | MPC                           |
| 47959      | 2000 QP168 | 31 ago 2000 | Socorro             | LINEAR          | —         | MPC                           |
| 47960      | 2000 RS54  | 3 set 2000  | Socorro             | LINEAR          | —         | MPC                           |
| 47961      | 2000 RR69  | 2 set 2000  | Socorro             | LINEAR          | —         | MPC                           |
| 47962      | 2000 RU69  | 2 set 2000  | Socorro             | LINEAR          | —         | MPC                           |
| 47963      | 2000 SO56  | 24 set 2000 | Socorro             | LINEAR          | —         | MPC                           |
| 47964      | 2000 SG131 | 22 set 2000 | Socorro             | LINEAR          | —         | MPC                           |
| 47965      | 2000 SP148 | 24 set 2000 | Socorro             | LINEAR          | —         | MPC                           |
| 47966      | 2000 SE261 | 24 set 2000 | Socorro             | LINEAR          | Juno      | MPC                           |
| 47967      | 2000 SL298 | 28 set 2000 | Socorro             | LINEAR          | —         | MPC                           |
| 47968      | 2000 TZ55  | 1 out 2000  | Anderson Mesa       | LONEOS          | Juno      | MPC                           |
| 47969      | 2000 TG64  | 5 out 2000  | Socorro             | LINEAR          | —         | MPC                           |
| 47970      | 2000 UR62  | 25 out 2000 | Socorro             | LINEAR          | —         | MPC                           |
| 47971      | 2000 VO4   | 1 nov 2000  | Socorro             | LINEAR          | —         | MPC                           |
| 47972      | 2000 VW15  | 1 nov 2000  | Socorro             | LINEAR          | —         | MPC                           |
| 47973      | 2000 VL46  | 3 nov 2000  | Socorro             | LINEAR          | —         | MPC                           |
| 47974      | 2000 WN23  | 20 nov 2000 | Socorro             | LINEAR          | —         | MPC                           |
| 47975      | 2000 WE26  | 21 nov 2000 | Socorro             | LINEAR          | —         | MPC                           |
| 47976      | 2000 WU88  | 20 nov 2000 | Socorro             | LINEAR          | —         | MPC                           |
| 47977      | 2000 WC154 | 30 nov 2000 | Socorro             | LINEAR          | Brangane  | MPC                           |
| 47978      | 2000 WJ166 | 24 nov 2000 | Anderson Mesa       | LONEOS          | —         | MPC                           |
| 47979      | 2000 WD179 | 25 nov 2000 | Socorro             | LINEAR          | —         | MPC                           |
| 47980      | 2000 WM179 | 26 nov 2000 | Socorro             | LINEAR          | —         | MPC                           |
| 47981      | 2000 WG183 | 30 nov 2000 | Gnosca              | S. Sposetti     | —         | MPC                           |
| 47982      | 2000 WQ187 | 16 nov 2000 | Anderson Mesa       | LONEOS          | —         | MPC                           |
| 47983      | 2000 XX13  | 4 dez 2000  | Socorro             | LINEAR          | Juno      | MPC                           |
| 47984      | 2000 XE20  | 4 dez 2000  | Socorro             | LINEAR          | —         | MPC                           |
| 47985      | 2000 XV41  | 5 dez 2000  | Socorro             | LINEAR          | —         | MPC                           |
| 47986      | 2000 YN3   | 18 dez 2000 | Kitt Peak           | Spacewatch      | —         | MPC                           |
| 47987      | 2000 YY8   | 20 dez 2000 | Kitt Peak           | Spacewatch      | —         | MPC                           |
| 47988      | 2000 YV25  | 22 dez 2000 | Socorro             | LINEAR          | —         | MPC                           |
| 47989      | 2000 YD35  | 28 dez 2000 | Socorro             | LINEAR          | —         | MPC                           |
| 47990      | 2000 YV68  | 28 dez 2000 | Socorro             | LINEAR          | —         | MPC                           |
| 47991      | 2000 YK73  | 30 dez 2000 | Socorro             | LINEAR          | —         | MPC                           |
| 47992      | 2000 YY103 | 28 dez 2000 | Socorro             | LINEAR          | —         | MPC                           |
| 47993      | 2000 YM105 | 28 dez 2000 | Socorro             | LINEAR          | —         | MPC                           |
| 47994      | 2000 YN118 | 30 dez 2000 | Socorro             | LINEAR          | —         | MPC                           |
| 47995      | 2000 YE133 | 30 dez 2000 | Anderson Mesa       | LONEOS          | —         | MPC                           |
| 47996      | 2000 YY139 | 31 dez 2000 | Anderson Mesa       | LONEOS          | —         | MPC                           |
| 47997      | 2001 AD20  | 2 jan 2001  | Socorro             | LINEAR          | —         | MPC                           |
| 47998      | 2001 AZ44  | 15 jan 2001 | Oizumi              | T. Kobayashi    | —         | MPC                           |
| 47999      | 2001 BC9   | 19 jan 2001 | Socorro             | LINEAR          | —         | MPC                           |
| 48000      | 2001 BX37  | 21 jan 2001 | Socorro             | LINEAR          | —         | MPC                           |